# Carlo III del Regno Unito
Carlo III (nato Charles Philip Arthur George; Londra, 14 novembre 1948) è il re del Regno Unito di Gran Bretagna e Irlanda del Nord e degli altri quattordici reami del Commonwealth.
Figlio maggiore della regina Elisabetta II e del marito Filippo di Edimburgo, appartiene al casato Windsor, che ha mantenuto tale denominazione per decreto reale anche dopo il matrimonio della madre. È il primo monarca britannico a discendere dalla regina Vittoria attraverso due linee di successione: da parte di madre, attraverso Edoardo VII, Giorgio V e Giorgio VI, e da parte di padre, attraverso la nonna, la principessa Alice di Battenberg, bisnipote della regina Vittoria.
Ha avuto due matrimoni: con Diana Spencer (1981), dalla quale divorziò nel 1996, e con Camilla Shand (2005). È stato Duca di Cornovaglia e Duca di Rothesay dal 1952 e Duca di Edimburgo dal 2021 fino all'ascesa al trono nel 2022. Ha detenuto il titolo di Principe di Galles dal luglio 1958 fino all'ascesa al trono l'8 settembre 2022, alla morte della madre. È stato erede al trono britannico dal 6 febbraio 1952 all'8 settembre 2022 e questo fa di lui il più longevo erede al trono della storia delle isole britanniche, avendo superato re Edoardo VII, che mantenne il titolo dal 1841 al 1901, quando succedette alla regina Vittoria. È inoltre il sovrano del Regno Unito più anziano di sempre al momento dell'insediamento (73 anni), avendo superato re Guglielmo IV (salito al trono nel 1830 all'età di 64 anni, 10 mesi e 5 giorni). La sua incoronazione assieme alla moglie Camilla si è tenuta il 6 maggio 2023 nell'abbazia di Westminster.

## Biografia

### Infanzia e primi anni

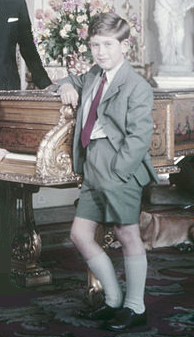
Il principe Carlo nel 1957

Carlo nacque a Buckingham Palace il 14 novembre 1948, alle ore 09:11, figlio primogenito dell'allora principessa Elisabetta (1926-2022) e del duca Filippo di Edimburgo (1921-2021), nonché primo nipote del re Giorgio VI e della regina consorte Elizabeth Bowes-Lyon.
Il principe ricevette il battesimo nella Sala della Musica del Buckingham Palace il 15 dicembre 1948, con acqua proveniente dal fiume Giordano, dall'arcivescovo di Canterbury Geoffrey Fisher. Suoi padrini furono il re Giorgio VI (nonno materno), re Haakon VII di Norvegia (suo cugino, per il quale presenziò Alexander Cambridge, I conte di Athlone), la regina Maria (sua bisnonna materna), la principessa Margaret (sua zia materna), il principe Giorgio di Grecia (suo prozio paterno, per il quale presenziò il duca di Edimburgo), la duchessa di Gloucester (sua prozia materna), la principessa Vittoria d'Assia e del Reno (sua bisnonna paterna), Lady Brabourne (sua cugina) e David Bowes-Lyon (suo prozio materno).
Carlo divenne erede al trono britannico all'età di tre anni, per effetto della morte di suo nonno e dell'ascesa al trono di sua madre con il nome di Elisabetta II. In quanto primogenito della sovrana, automaticamente ottenne i titoli di Duca di Cornovaglia, Duca di Rothesay, Conte di Carrick, Barone di Renfrew, Signore delle Isole e Principe e Gran Steward di Scozia, oltre a essere riconosciuto principe del Regno Unito. Carlo presenziò all'incoronazione di sua madre all'abbazia di Westminster il 2 giugno 1953, sedendo tra la nonna e la zia. Come era usanza tra i reali dell'epoca, ebbe una governante, Catherine Peebles, che si occupò di lui dai cinque agli otto anni. Buckingham Palace annunciò nel 1955 che Carlo avrebbe frequentato la scuola pubblica anziché servirsi di un tutore privato, una novità assoluta per un erede al trono.

### Giovinezza

#### Istruzione
Carlo dapprima frequentò la Hill House School a West London, dove su richiesta esplicita della regina non ricevette alcun trattamento preferenziale; ebbe come insegnante l'ex atleta Stuart Townend, il quale aveva anche il compito di stilare periodicamente rapporti alla regina sull'istruzione del principe. Fu sempre Townend a convincere la regina a iscrivere il figlio a un'associazione di football per consentirgli di praticare sport.
Il principe quindi frequentò due scuole patrocinate da suo padre, la Cheam Preparatory School nel Berkshire, in Inghilterra, e successivamente Gordonstoun nel Nord-est della Scozia. Nel 1966 trascorse anche diverso tempo al campus di Timbertop presso la Geelong Grammar School a Geelong, in Australia; la circostanza gli diede occasione di visitare la Papua Nuova Guinea durante una gita scolastica col suo insegnante di storia, Michael Collins Persse. Al suo ritorno a Gordonstoun, così come a suo tempo il padre, anche Carlo fu nominato capoclasse. Superò nel 1967 l'equivalente inglese dell'esame di maturità (A-level) in storia e francese, rispettivamente ai gradi B e C.
La tradizione fu nuovamente spezzata quando Carlo continuò a frequentare il liceo e poi l'università, anziché aderire direttamente alle forze armate britanniche. Nell'ottobre del 1967 il principe fu ammesso al Trinity College di Cambridge, dove studiò antropologia, archeologia e storia. Durante il secondo anno accademico, frequentò lo University College del Galles ad Aberystwyth, studiando, per un certo periodo, storia e lingua gallese. Si laureò quindi a Cambridge, col grado di 2:2, Bachelor of Arts, il 23 giugno 1970, primo erede al trono a conseguire una laurea. Il 2 agosto 1975 ottenne anche il titolo di Master of Arts, sempre a Cambridge.

#### Formazione militare e carriera
Seguendo la tradizione di famiglia, Carlo prestò servizio nella marina e nell'aviazione inglese. Dopo aver ricevuto su sua richiesta una prima formazione presso la Royal Air Force durante il suo secondo anno a Cambridge, l'8 marzo 1971 cominciò a frequentare il Royal Air Force College di Cranwell per ottenere il brevetto di pilota di jet. A seguito dell'ottenimento del brevetto nel settembre di quell'anno, intraprese la carriera navale, frequentando un corso di sei mesi presso il Royal Naval College di Dartmouth e quindi prestando servizio sul cacciatorpediniere HMS Norfolk (1971-1972) e sulla fregata HMS Minerva (1972-1973), oltre che sulla HMS Jupiter (1974).
Ottenne anche la qualifica di pilota d'elicottero al RNAS Yeovilton nel 1974, prima di entrare nell'850º squadrone aeronavale, operando sulla HMS Hermes. Il 9 febbraio 1976 prese il comando del dragamine costiero HMS Bronington per gli ultimi dieci mesi di servizio attivo in marina. Imparò a volare su un Chipmunk, passando poi al BAC Jet Provost e infine al Beagle Basset.

### Principe del Galles
Carlo fu nominato Principe di Galles e Conte di Chester il 26 luglio 1958, anche se la sua investitura non ebbe formalmente luogo sino al 1º luglio 1969, quando fu incoronato da sua madre in una cerimonia trasmessa anche in televisione, nel corso della quale tenne un discorso in inglese e in gallese.
L'anno successivo ottenne un seggio alla Camera dei lord, e nel decennio successivo fu il primo membro della famiglia reale dall'epoca di re Giorgio I a presenziare alle riunioni del British Cabinet, invitato dal primo ministro James Callaghan, cogliendo l'occasione di vedere personalmente come il governo britannico operasse. Carlo cominciò inoltre a occupare incarichi pubblici, fondando il Prince Trust nel 1976, e viaggiando negli Stati Uniti nel 1980.
A metà degli anni settanta, il principe espresse il desiderio di prestare servizio come Governatore generale dell'Australia; il comandante Michael Parker disse a tal proposito: "L'idea di nominare un membro della monarchia a quel posto di gestione venne perché un futuro re potesse incominciare a prendere confidenza con gli affari di governo." A ogni modo, a causa di una combinazione di sentimenti nazionalisti australiani e delle dimissioni del governatore generale nel 1975, la proposta di Carlo non fu accolta. Carlo accettò la decisione dei ministri australiani, anche se ne espresse rammarico in un'intervista, nella quale disse: "Come ci si sente quando ti sei preparato per fare qualcosa e ti viene detto che non puoi farla?"
Da principe, Carlo ha avuto una nutrita agenda di doveri reali e negli ultimi anni di vita dell'anziana madre ha assunto sempre più impegni in sua vece. Nel 2008 il Daily Telegraph ha dichiarato che Carlo è "il miglior lavoratore della famiglia reale." In tutto ha ricoperto 560 incarichi ufficiali nel 2008, passati a 585 nel 2010, e più di 600 nel 2011.
Come principe faceva regolarmente dei viaggi in Galles, trascorrendovi una settimana ogni estate e presenziando a importanti avvenimenti nazionali, come ad esempio l'apertura del Senedd. Spesso ha presenziato in vece della regina a funerali di dignitari esteri e a investiture di ordini cavallereschi. Ha presenziato al funerale di papa Giovanni Paolo II, a margine del quale causò un incidente diplomatico stringendo la mano a Robert Mugabe, presidente dello Zimbabwe, il cui regime era allora sottoposto a sanzioni.
Sia Carlo sia la consorte hanno viaggiato sovente all'estero in rappresentanza del Regno Unito anche in missioni delicate come quella nella Repubblica d'Irlanda il cui rapporto con il Regno Unito è sempre stato problematico a motivo della guerra d'indipendenza irlandese.
Il suo servizio nelle Canadian Armed Forces gli permette di essere informato sull'attività della truppa, e gli permette di visitare le truppe in Canada e prendere parte alle occasioni cerimoniali anche in quello Stato divenendo ad esempio dal 1981 patrono del Canadian Warplane Heritage Museum.
Il 16 novembre 2011 prese parte a una celebrazione speciale nell'Abbazia di Westminster come patrono della King James Bible Trust per celebrare il 400º anniversario dell'autorizzazione della Bibbia di re Giacomo alla presenza della regina, del duca di Edimburgo, oltre a centinaia di chierici e rappresentanti religiosi.
Mentre era in visita in Australia, durante l'Australia Day nel gennaio 1994, David Kang gli sparò tre colpi con una pistola ''starter'' o giocattolo (a seconda delle fonti), con proiettili a salve per protestare contro il trattamento di diverse centinaia di richiedenti asilo cambogiani tenuti nei campi di detenzione.

### Relazioni affettive

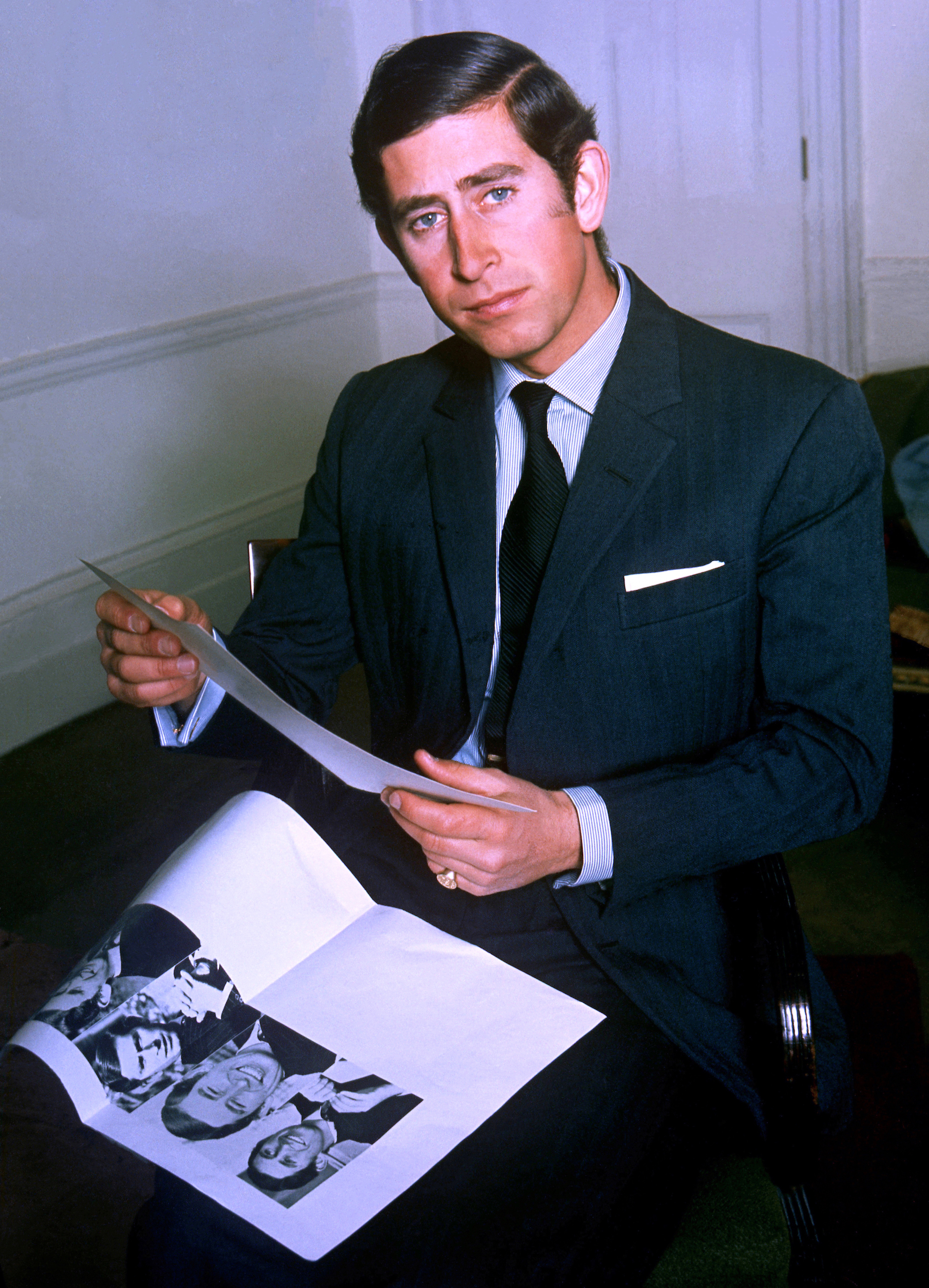
Carlo, principe di Galles, nel 1972

In gioventù, Carlo ebbe relazioni con diverse donne. Il suo prozio lord Louis Mountbatten, che era anche suo tutore, lo aveva consigliato: "In un caso come il tuo, un uomo deve dare sfogo ai propri istinti e avere più relazioni che può prima di mettere la testa a posto, ma per moglie deve scegliere una donna attraente, di buon carattere prima che possa incontrare qualcun altro di cui innamorarsi... È motivo di disturbo per le donne avere esperienze che le portino a rimanere su un piedistallo dopo il matrimonio".
Tra le fidanzate di Carlo vi furono Georgiana Russell (figlia dell'ambasciatore britannico in Spagna), lady Jane Wellesley, Davina Sheffield, la modella Fiona Watson, l'attrice Susan George, Lady Sarah Spencer, la principessa Maria Astrid di Lussemburgo, la baronessa Tryon, Janet Jenkins, Jane Ward e Camilla Shand, successivamente sua seconda moglie e regina consorte.
All'inizio del 1974, Louis Mountbatten cominciò a intrattenere una fitta corrispondenza con Carlo circa un suo potenziale matrimonio con Amanda Knatchbull, nipote del lord stesso. Carlo scrisse alla madre di Amanda, Lady Brabourne (che era anche sua madrina), esprimendo interesse verso la figlia, lettera alla quale la madre rispose favorevolmente, suggerendo però che fare la corte a una ragazza di appena 16 anni poteva apparire prematuro. Quattro anni più tardi, lord Mountbatten propose ad Amanda di seguirlo per accompagnare Carlo in un tour in India nel 1980, anche se sia il duca Filippo sia il padre di Amanda avanzarono perplessità; Filippo temeva nello specifico che il principe di Galles avrebbe finito per essere eclissato dal famoso zio (che aveva prestato servizio in India come ultimo viceré britannico e primo governatore generale), mentre Lord Brabourne temeva che una visita dei due giovani insieme avrebbe concentrato l'attenzione dei media sui due cugini prima che la loro posizione come coppia venisse formalizzata. Però, nell'agosto del 1979, prima che Carlo potesse partire per l'India, Mountbatten venne ucciso da alcuni terroristi dell'IRA. Quando Carlo tornò, propose ad Amanda di fidanzarsi. Oltre a suo nonno, però, Amanda aveva perso nel tragico attentato anche la nonna materna e il fratello minore Nicholas ed era contraria ad avvicinarsi alla famiglia reale.
Nel giugno del 1980 Carlo lasciò ufficialmente Chevening House, luogo che sin dal 1974 aveva predisposto quale sua futura residenza. La casa venne venduta a James Stanhope, VII conte Stanhope, zio di Amanda, che era senza eredi, nella speranza che Carlo potesse comunque occuparla un giorno.

#### Primo matrimonio

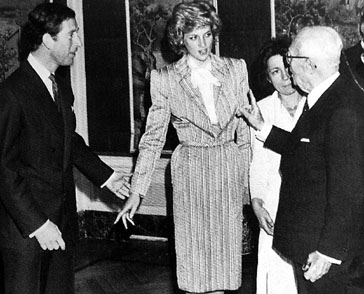
Carlo con la prima moglie Diana e il Presidente della Repubblica Italiana Sandro Pertini (1985)

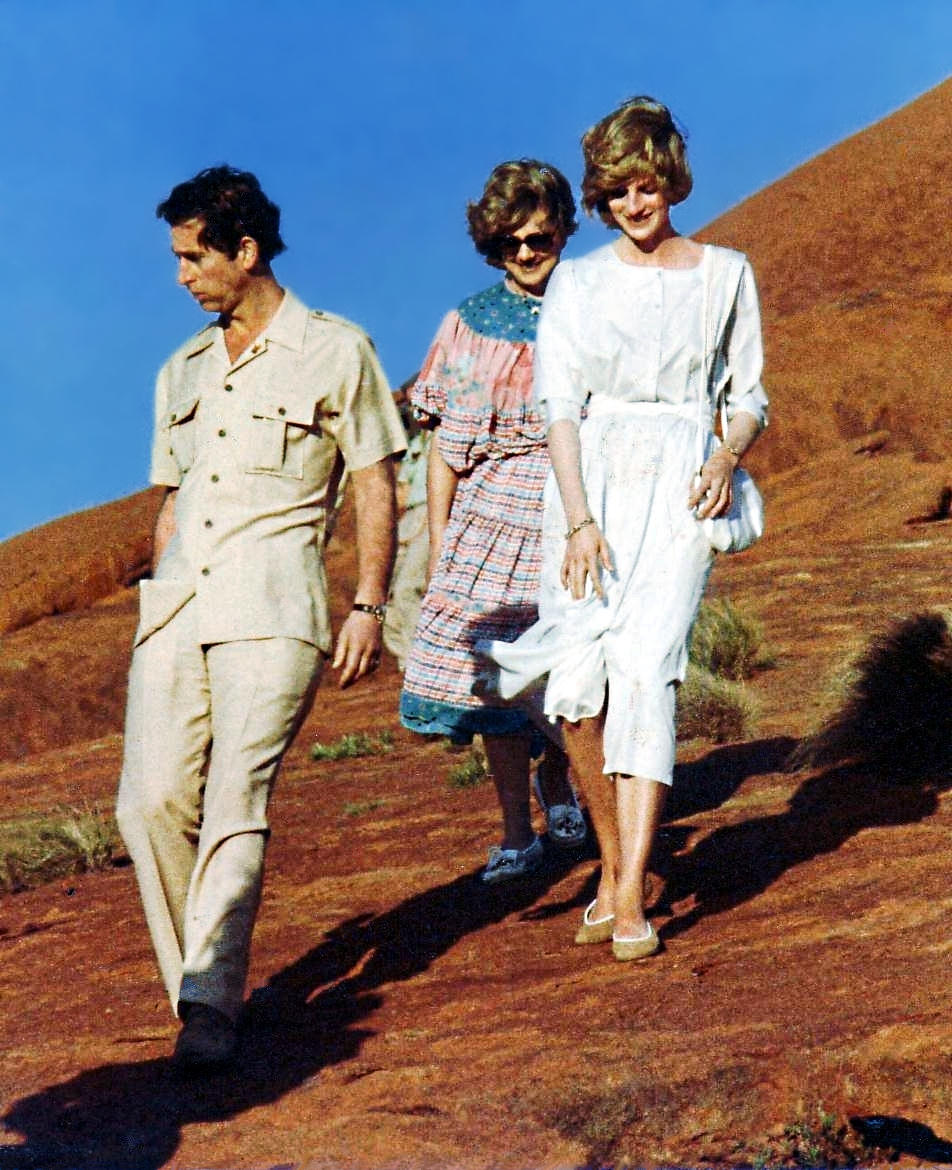
Carlo e Diana in visita a Uluṟu/Ayers Rock, Australia, marzo 1983

Carlo e Diana con Ronald Reagan e Nancy Reagan nel novembre 1985

Carlo incontrò per la prima volta Lady Diana Spencer nel 1977, quando lui aveva 29 anni e lei 16, mentre si trovava in visita ad Althorp presso la sua amica Sarah, sorella maggiore di Diana, e non la prese in considerazione sino all'estate del 1980, quando i due trascorsero una vacanza al castello di Balmoral e poi a Sandringham House.
Il cugino di Carlo, Norton Knatchbull (fratello maggiore di Amanda), si espresse subito negativamente su Diana, vedendola troppo evanescente per ricoprire una posizione così di rilievo. Nel frattempo la stampa aveva incominciato a seguire la coppia da vicino e, quando il principe Filippo disse al figlio che la sua reputazione ne sarebbe uscita danneggiata se non si fosse deciso a sposarsi presto, Carlo si ricordò delle parole del prozio. Diana sembrava definitivamente la principessa modello e la coppia decise di sposarsi. Carlo chiese a Diana di sposarlo nel febbraio del 1981 e il matrimonio fu celebrato nella cattedrale di San Paolo il 29 luglio di quell'anno. La coppia si stabilì a Kensington Palace e a Highgrove House, presso Tetbury, ed ebbe due figli: William (n. 21 giugno 1982) e Henry, conosciuto come "Harry" (n. 15 settembre 1984).
Carlo volle essere presente alla nascita dei suoi figli e fu il primo membro della famiglia reale a farlo. Anche sulla nascita dei bambini circolarono delle illazioni: si disse infatti che il principe Harry non fosse figlio di Carlo ma di James Lifford Hewitt, un ufficiale col quale Diana effettivamente ebbe una relazione; questo sospetto si basava sulla somiglianza fisica tra Hewitt e Harry, ma nel 2002 è stato reso noto che, quando Harry nacque, la madre non aveva ancora iniziato la relazione con il militare.
Nel giro di cinque anni, la differenza d'età e l'incompatibilità della coppia vennero a galla, oltre alle preoccupazioni di Diana per la precedente relazione di Carlo con Camilla Shand, che al tempo era sposata con l'ufficiale Andrew Parker Bowles ma continuava a farsi vedere in compagnia del principe, danneggiando il matrimonio. Le frequentazioni dell'uno e dell'altra portarono la stampa ad accrescere la copertura giornalistica sulla loro unione. Diana rese pubblica la storia d'amore di Carlo con Camilla nel libro di Andrew Morton Diana - La sua vera storia, nel quale parlò anche dei suoi disturbi alimentari e della depressione che la colpì dopo le nozze a causa dell'atteggiamento del marito.
Nel dicembre del 1992, il primo ministro John Major annunciò al Parlamento la loro separazione formale. In quello stesso anno, la stampa britannica pubblicò il testo di una conversazione privata e molto intima tra Carlo e Camilla risalente al 1989.
Carlo e Diana divorziarono ufficialmente il 28 agosto 1996; Diana perse quindi il titolo di Altezza Reale, ma mantenne quello di Principessa di Galles in quanto madre di un membro della linea di successione al trono, cosa mai avvenuta prima nella storia del Regno Unito. Quando Diana morì nell'incidente automobilistico di Parigi del 31 agosto 1997, Carlo si recò sul posto con la sorella di Diana, Lady Sarah, per riportare il suo corpo nel Regno Unito.

#### Secondo matrimonio

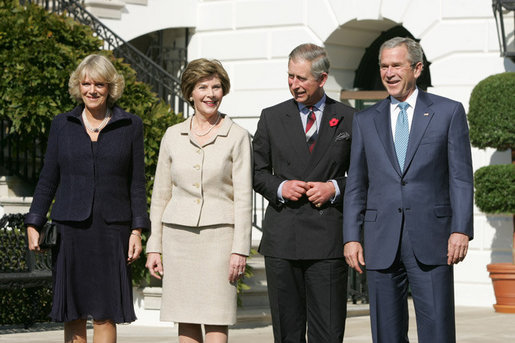
Carlo e Camilla in visita alla Casa Bianca nel 2005

Il 10 febbraio 2005, poco meno di otto anni dopo la morte di Diana, l'ufficio stampa di Clarence House annunciò che il principe Carlo e Camilla Shand (la quale, nel frattempo, aveva divorziato da Andrew Parker Bowles) si erano ufficialmente fidanzati; il principe chiese ufficialmente la mano di Camilla con un anello di fidanzamento appartenuto a sua nonna. Nel Privy Council del 2 marzo, la regina acconsentì al matrimonio (come richiesto dal Royal Marriages Act 1772). In Canada, a ogni modo, il Department of Justice annunciò che nel caso del Privy Council del Canada non era richiesto alla regina di dare consenso al matrimonio, in quanto questo non avrebbe mutato la linea di successione per il Canada.

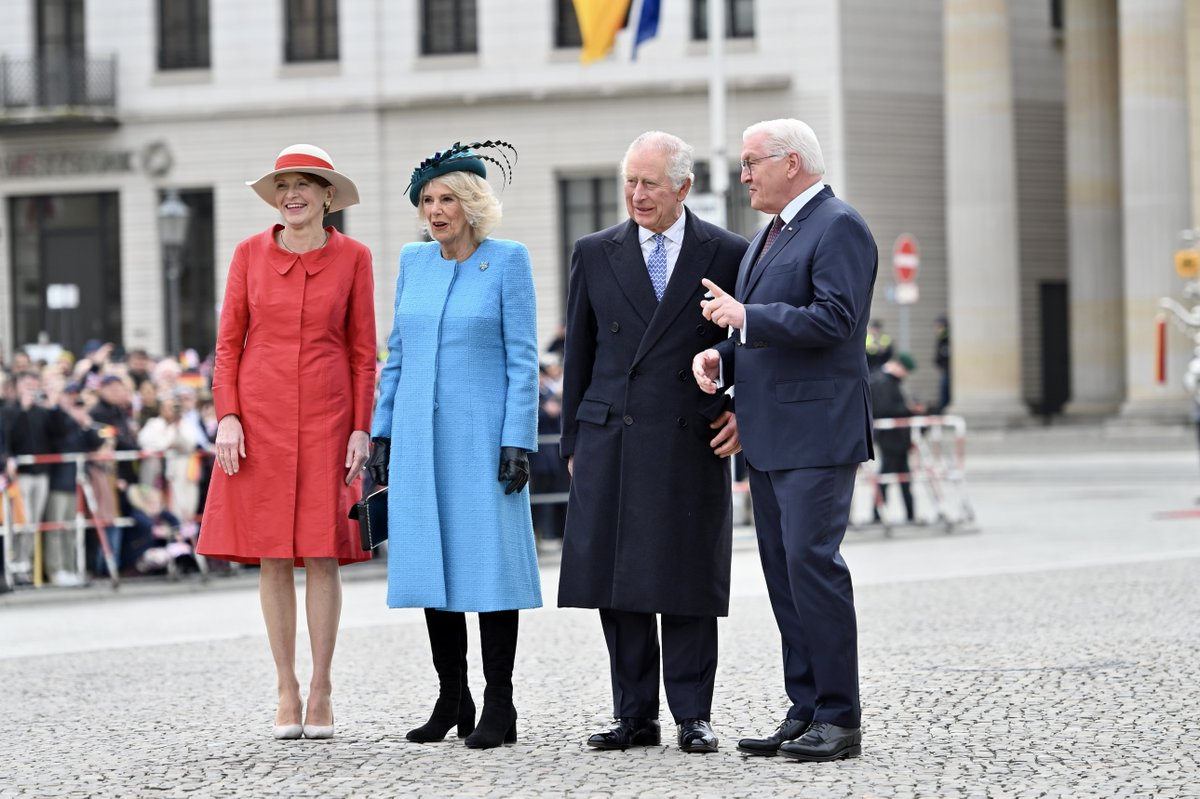
Carlo III e la regina consorte Camilla in visita in Germania nel 2023

Carlo fu il primo membro della famiglia reale inglese a contrarre matrimonio civile anziché religioso. Alcuni documenti di corte degli anni cinquanta e sessanta pubblicati dalla BBC portarono a far presumere che tale matrimonio fosse illegale, ma furono rigettati da Clarence House e spiegati come ormai obsolete decisioni del Parlamento, che peraltro si espresse favorevolmente a questo matrimonio non riscontrando vizi di forma; anche la regina diede al figlio la sua approvazione per il matrimonio.
La cerimonia doveva svolgersi nel castello di Windsor, con una successiva benedizione nella cappella di San Giorgio, ma, data la natura strettamente civile, si svolse invece nella Windsor Guildhall (il locale municipio). Il 4 aprile 2005 era la data originariamente prevista per le celebrazioni, ma fu posticipata al 9 aprile per consentire a Carlo e ad altri dignitari invitati di prendere parte alle celebrazioni per il funerale di papa Giovanni Paolo II, scomparso il 2 aprile. I genitori di Carlo non presero parte alla celebrazione del matrimonio e in particolare la regina fu riluttante a prendervi parte, in quanto capo supremo della Chiesa d'Inghilterra, originando peraltro illazioni circa un suo presunto non gradimento di Camilla. Elisabetta e Filippo, a ogni modo, presenziarono alla benedizione della coppia al castello di Windsor poco dopo.
Nel rito della benedizione del matrimonio di Carlo e Camilla, l'arcivescovo di Canterbury incluse l'Act of Penitence del 1662 tratto dal Book of Common Prayer. Questo recitava: "Noi siamo consapevoli e ci pentiamo dei nostri peccati e delle nostre debolezze che nel tempo abbiamo commesso attraverso le parole, i pensieri e i gesti, contro la Divina Maestà, provocando indignazione contro di noi".

### Incarichi militari

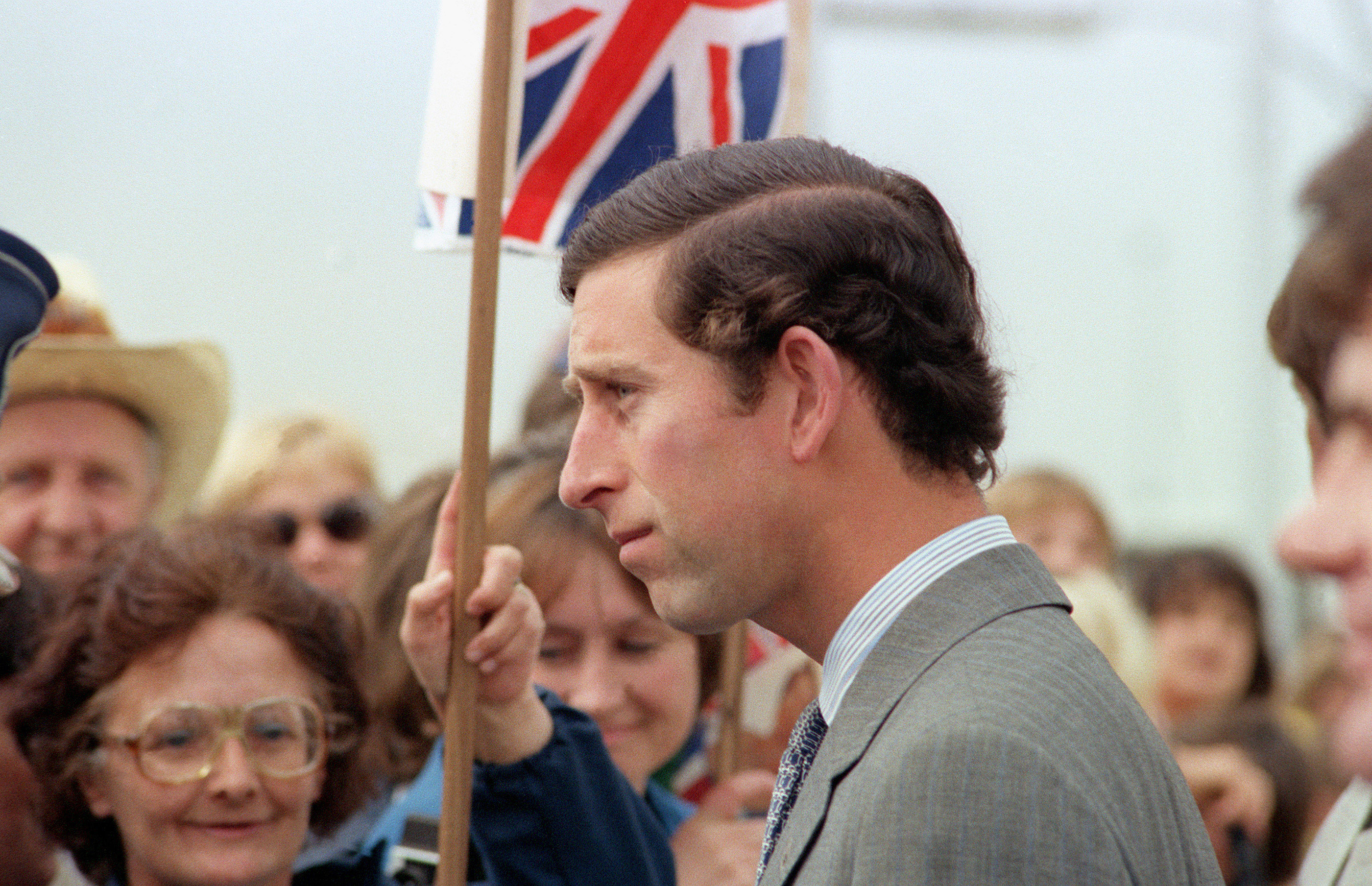
Il principe Carlo arriva alla Andrews Air Force Base negli Stati Uniti, 1980

La prima nomina onoraria di Carlo nell'esercito fu quella di colonnello in capo del Royal Regiment of Wales nel 1969; da allora il re ha ottenuto i titoli onorifici di colonnello in capo, colonnello, commodoro dell'aria onorario, commodoro in capo dell'aria, vice colonnello in capo, colonnello onorario reale, colonnello reale, commodoro onorario di almeno 36 formazioni militari nel Commonwealth. È anche comandante dei Royal Gurkha Rifles, l'unico reggimento straniero dell'esercito britannico. Nel 1972 ha ricevuto il titolo di tenente della Royal Air Force.
Dal 2009 Carlo deteneva il secondo grado più alto in tutte e tre le branche delle Canadian Armed Forces. Ricopriva, inoltre, il grado militare di viceammiraglio della Marina Reale Britannica.
Il 16 giugno 2012 la regina gli conferì i più elevati titoli onorifici delle Forze armate britanniche: quello di ammiraglio della Flotta per la Marina, quello di maresciallo di campo per l'Esercito e quello di maresciallo dell'aria per la Royal Air Force.

### Regno

#### Successione e incoronazione

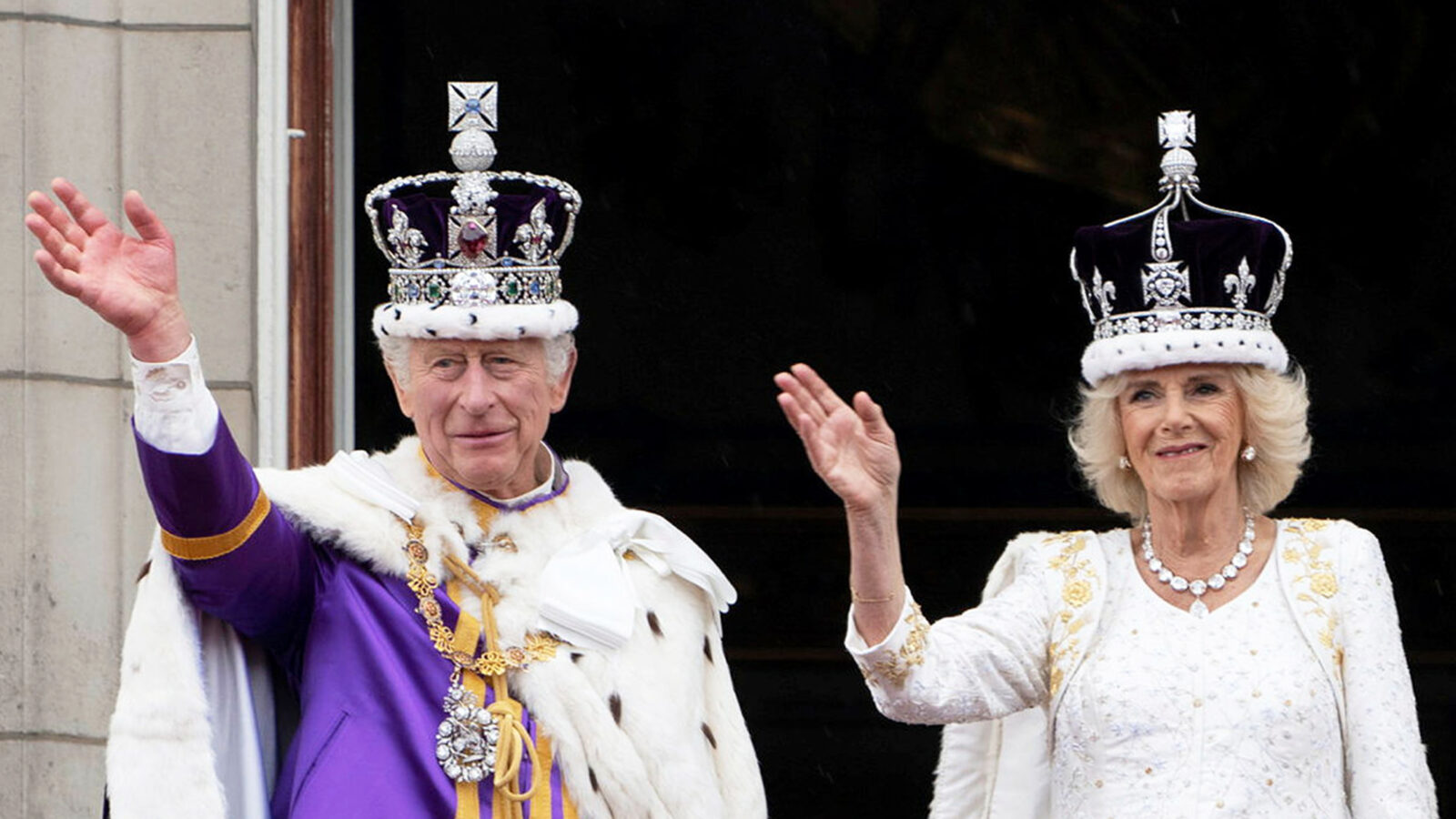
Re Carlo III e la regina consorte Camilla nel giorno dell'incoronazione

L'8 settembre 2022, giorno della morte della madre Elisabetta II, è divenuto il nuovo sovrano del Regno Unito e dei Reami del Commonwealth.
Nonostante alcuni pronostici, secondo cui il principe Carlo al momento dell'ascesa al trono avrebbe scelto di farsi chiamare Giorgio VII, in virtù del fatto che il nome Carlo ricordi due re non amati nella storia britannica (Carlo I e Carlo II), alla morte della madre ha scelto come nome di regno il primo dei suoi nomi di battesimo, chiamandosi quindi Carlo III.
Il suo primo messaggio alla nazione come re è avvenuto il giorno successivo, rendendo omaggio a sua madre e provvedendo a nominare immediatamente il figlio William e la moglie Catherine principi del Galles. È stato ufficialmente proclamato sovrano il 10 settembre al Palazzo di St James innanzi al Consiglio di Accessione al trono, per la prima volta nella storia del Regno Unito in diretta TV. Tra i partecipanti c'erano la regina consorte Camilla, il principe William e il primo ministro britannico, Liz Truss, insieme ai suoi sei predecessori viventi. Il proclama è stato letto anche dalle autorità locali di tutto il Regno Unito. Successivamente, la cerimonia si è ripetuta negli altri reami del Commonwealth, così come la Scozia, il Galles, l'Irlanda del Nord, i territori britannici d'oltremare, le dipendenze della Corona, le province canadesi e gli Stati australiani.
In seguito alle dimissioni di Liz Truss, il 25 ottobre ha nominato il suo primo Primo ministro, conferendo l'incarico di formare un nuovo governo al nuovo leader conservatore Rishi Sunak.
Il 6 maggio 2023 è stato incoronato insieme con la regina Camilla all'abbazia di Westminster. Come avvenuto per la madre, la sua cerimonia d'incoronazione è stata trasmessa in televisione, per la prima volta a colori (eccetto l'unzione, nascosta alle telecamere tramite pannelli) e con talune differenze rispetto all'incoronazione precedente: nel rendere la cerimonia più snella, il re ha alquanto ridotto il numero dei presenzianti nell'abbazia, invitato a indossare un vestiario più al passo coi tempi (non sono state utilizzate le coroncine che i pari del Regno erano soliti indossare all'atto dell'imposizione della corona sul capo del monarca) e richiesto il giuramento di fedeltà soltanto all'arcivescovo di Canterbury e al Principe di Galles, William. I piani erano stati fatti per molti anni, sotto il nome in codice Operazione Golden Orb e nel luglio di quell'anno parteciparono a un servizio nazionale di ringraziamento in cui Carlo ricevette gli onori della Scozia nella cattedrale di St Giles.

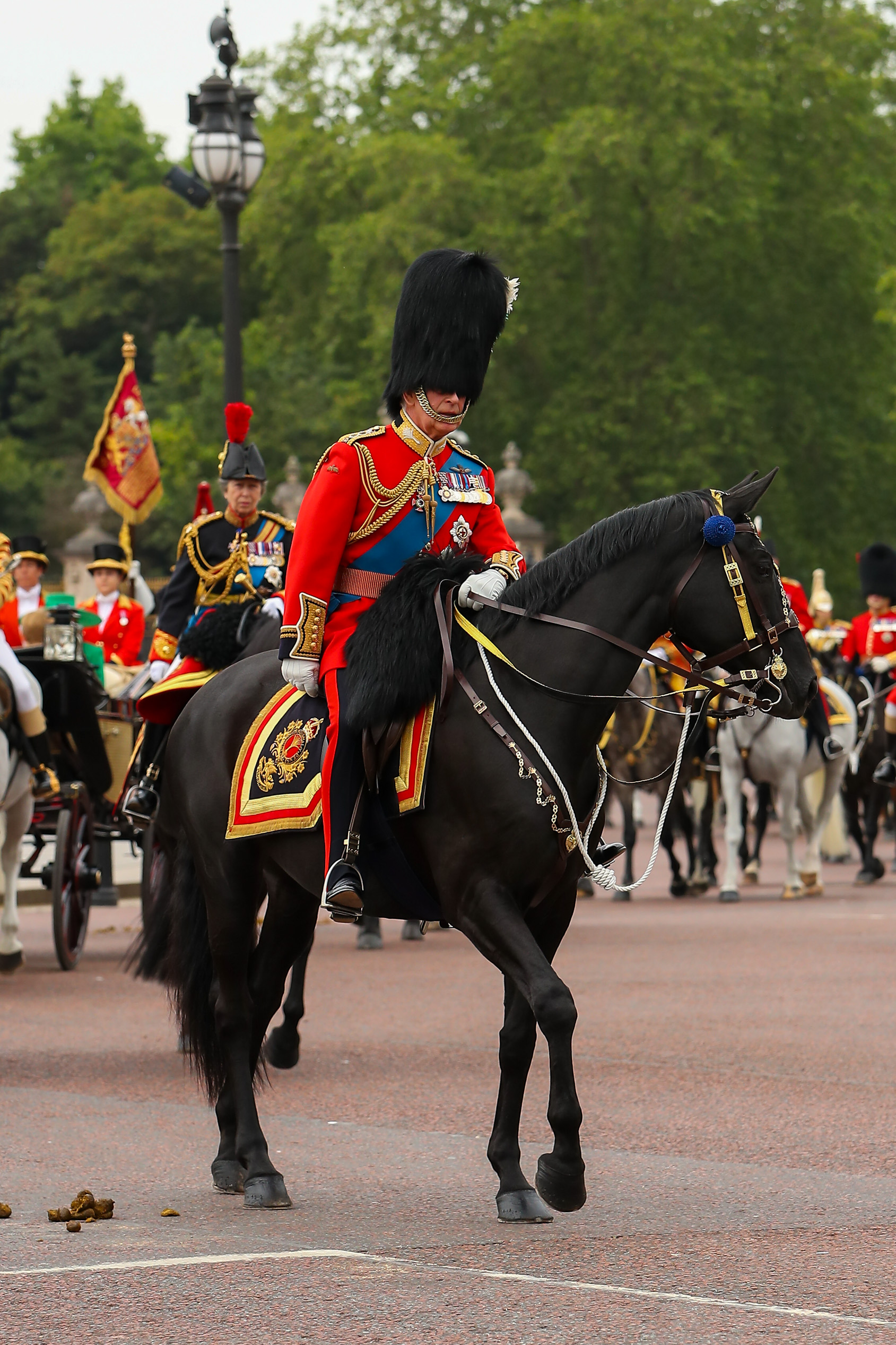
Carlo III durante il Trooping the Colour 2023

#### Primi anni di regno
Durante il primo periodo di regno, Carlo è stato generalmente apprezzato per il suo approccio moderato e cauto che, pur spingendo verso un ammodernamento dell'istituzione monarchica, ha evitato particolari stravolgimenti, portando avanti una certa continuità dopo il lungo regno di Elisabetta. Anche in campo politico il re ha mantenuto un atteggiamento più neutrale rispetto al passato, quando, da erede al trono, era solito esprimere con energia le proprie opinioni, impegnandosi invece in una gran quantità di eventi e incontri ufficiali.
Nel novembre 2022 Carlo e Camilla hanno ospitato il presidente sudafricano Cyril Ramaphosa, durante la prima visita ufficiale di Stato in Gran Bretagna durante il regno di Carlo.
Nel marzo 2023, il re e la regina intrapresero una visita di Stato in Germania; Carlo divenne il primo monarca britannico a rivolgersi al Bundestag. Allo stesso modo, a settembre, divenne il primo monarca britannico a tenere un discorso dalla camera del Senato francese durante la sua visita di Stato nel paese.

A ottobre 2023, il re compì la prima visita ufficiale da sovrano in Kenya, dove subì pressioni per chiedere scusa per le azioni coloniali britanniche. In un discorso al banchetto di Stato, Carlo ha riconosciuto "atti di violenza ripugnanti e ingiustificabili" ma non si è scusato formalmente.

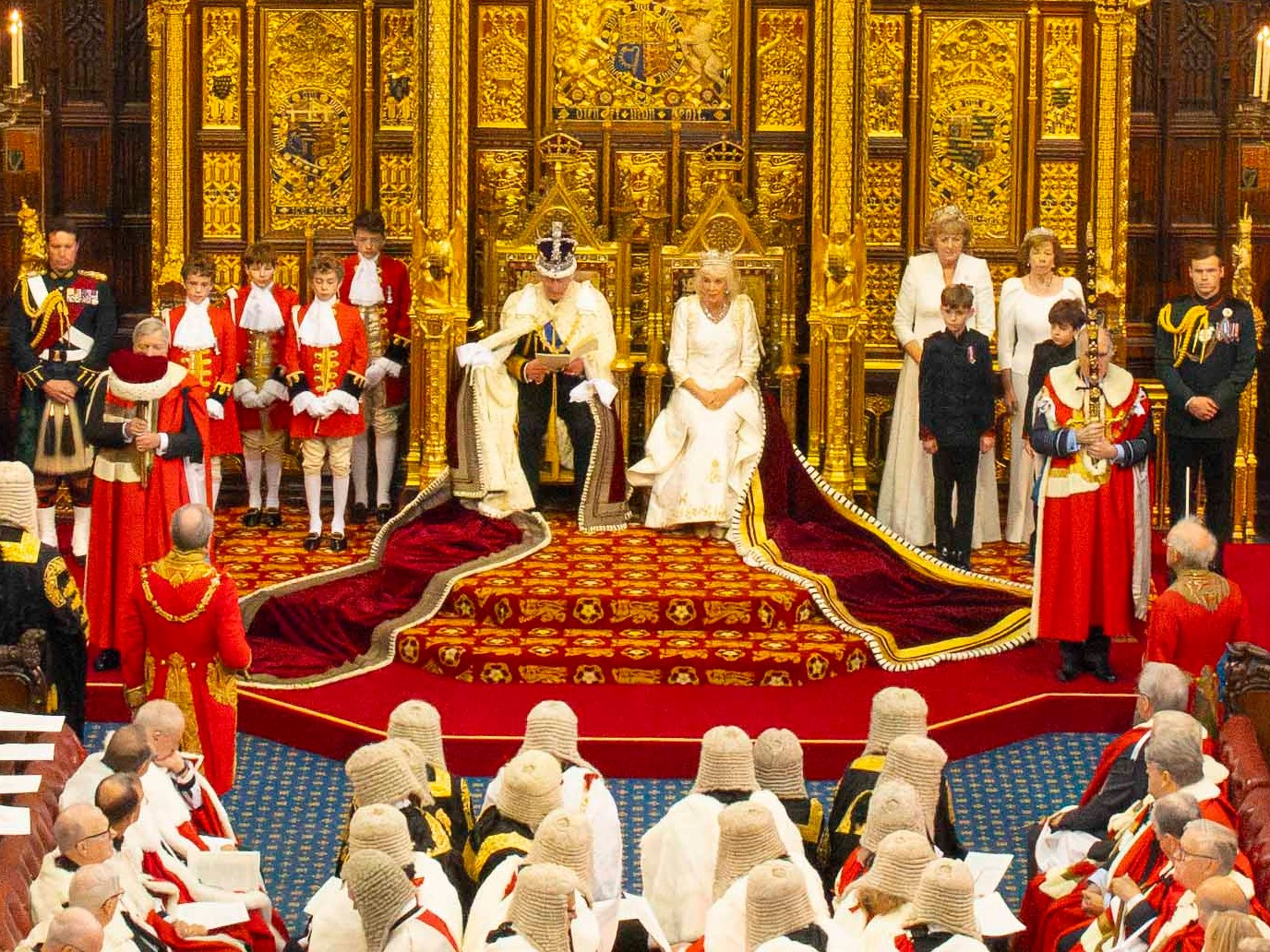
Carlo III e Camilla all'apertura del Parlamento nel 2023, la prima per Carlo come sovrano

Nel gennaio 2024, re Carlo è stato sottoposto a una "procedura correttiva" presso la London Clinic per il trattamento di un episodio di iperplasia prostatica benigna, che ha comportato il rinvio di alcuni dei suoi impegni pubblici. Il 5 febbraio 2024 Buckingham Palace ha informato con un comunicato che, a seguito dell'intervento contro l'ingrossamento benigno della prostata, al re è stato diagnosticato un cancro (non prostatico) e che avrebbe quindi intrapreso un percorso di cura. Sebbene i suoi doveri pubblici fossero stati rinviati, fu riferito che Carlo avrebbe continuato a svolgere tutte le sue funzioni costituzionali durante il trattamento ambulatoriale. Lo stesso Carlo ha rilasciato una dichiarazione in cui esprime il suo sostegno agli enti di beneficenza contro il cancro e che "rimane positivo" riguardo al completo recupero.
A marzo, Camilla lo sostituì in sua assenza alla funzione del Commonwealth Day presso l'Abbazia di Westminster e al Royal Maundy nella cattedrale di Worcester.
È tornato a presenziare a un evento ufficiale nell'aprile dello stesso anno, in occasione della celebrazione della Pasqua, tenutasi presso la Cappella di San Giorgio, nel Castello di Windsor, il 31 marzo. Nell'aprile 2024 è stato annunciato che il re avrebbe ripreso i compiti rivolti al pubblico dopo aver fatto progressi nella cura del cancro.
Nel maggio 2024, il primo ministro britannico Rishi Sunak ha chiesto al re di indire nuove elezioni generali. Nel giugno successivo, Carlo e Camilla si sono recati in Normandia per partecipare alle commemorazioni dell'80º anniversario del D-Day. Lo stesso mese ha ricevuto l'imperatore Naruhito del Giappone durante la visita di Stato di quest'ultimo nel Regno Unito, originariamente prevista per il 2020 ma rinviata a causa della pandemia di COVID-19.
Il 5 luglio 2024, a seguito delle elezioni generali, largamente vinte dal Partito Laburista, che ritorna quindi al governo della nazione dopo 14 anni e per la prima volta durante il suo regno, Carlo ha nominato nuovo Primo ministro il leader laburista Keir Starmer.

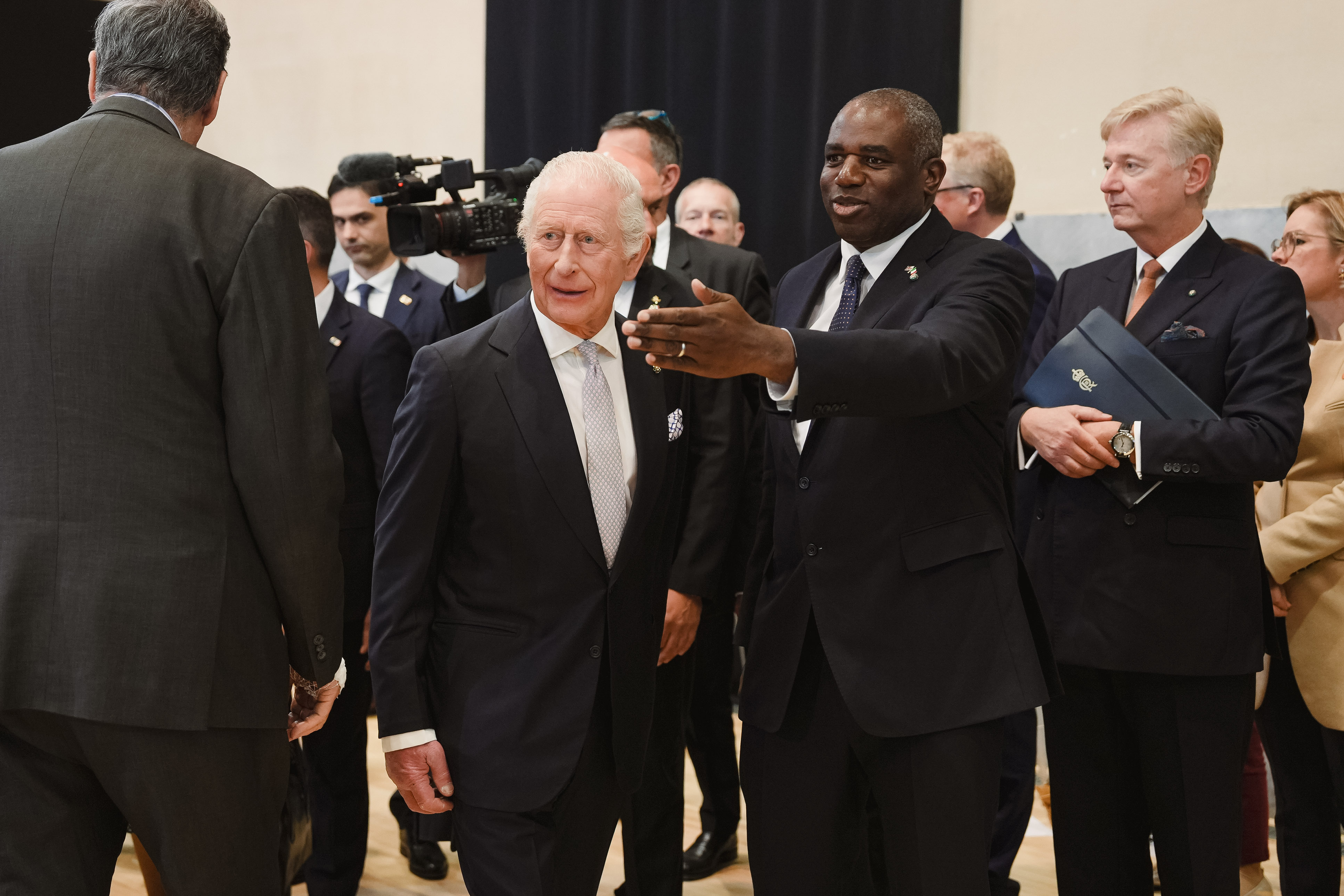
Carlo III durante la visita di Stato in Italia nel 2025

Nell'aprile 2025, durante una visita di Stato in Italia, Carlo III è il primo monarca britannico a parlare al Parlamento italiano riunito alla Camera.

#### Reami del Commonwealth
Durante il suo regno, Carlo ha affrontato anche il problema del disaffezionamento alla monarchia e della crescita del repubblicanesimo in diversi reami del Commonwealth.
Nel 2022, pochi giorni dopo l'ascesa del nuovo sovrano, il governo di Antigua e Barbuda ha annunciato di voler svolgere, entro pochi anni, un referendum sulla monarchia.
Nel 2024, durante la loro prima visita ufficiale in Australia, i sovrani sono stati contestati dalla senatrice aborigena Lidia Thorpe, che ha accusato la corona di aver sottratto illegittimamente le terre australiane. La visita di Carlo è stata inoltre disertata dai primi ministri dei sei Stati australiani.
Nello stesso anno, la Giamaica ha presentato una proposta di legge, ancora da approvare, per indire un referendum circa il mantenimento della monarchia.

## Personalità, immagine e attività

### Interessi sociali

#### Filantropia e opere caritatevoli
Dalla fondazione del The Prince's Trust nel 1976, Carlo ha fondato più di quindici organizzazioni caritatevoli di cui è stato presidente, oltre ad altre due di cui è presidente onorario, il tutto riunito nel cosiddetto The Prince's Charities, che egli stesso descrive come "la più grande impresa multi-causa nell'ambito caritatevole che ci sia nel Regno Unito, che ogni anno raccoglie più di 100 milioni di sterline da devolvere in beneficenza... [e che è] attiva in tutte le aree nell'educazione dei giovani, nella nutrizione, nella costruzione e nella collaborazione con imprese internazionali a sostegno dei bisognosi".
Nel 2010, The Prince's Charities Canada venne fondata in una medesima veste di quella britannica. Carlo è anche patrono di più di 350 organizzazioni caritatevoli, in tutti i territori del Commonwealth; ad esempio egli ha utilizzato molti dei suoi tour ufficiali per portare avanti le cause delle proprie associazioni, oltre che per prendere coscienza sul campo di come esse lavorino.

#### Architettura e urbanistica
Carlo ha più volte messo in luce la sua visione dell'architettura e della pianificazione urbana in incontri pubblici del settore, ritenendo che "una maggiore cura sulla progettazione e il rinnovo delle città possa migliorare di molto la qualità di vita dei cittadini". La sua filosofia in campo di progettazione architettonica la espose il 30 maggio 1984 in un discorso in occasione del 150º anniversario della fondazione del Royal Institute of British Architects (RIBA), nel quale descrisse in maniera memorabile l'estensione della National Gallery di Londra come un "mostruoso foruncolo sulla faccia di un caro amico" deplorando "quelle torri di vetri" dell'architettura modernista. Egli disse: "È possibile e importante in termini umani rispettare le antiche costruzioni, le pianificazioni stradali e le piante tradizionali e allo stesso tempo avere le proprie preferenze sul colore di una facciata, sugli ornamenti o sulla scelta dei materiali da utilizzare" richiedendo l'intervento della comunità nell'ambito delle scelte architettoniche sociali nei paesi.
Carlo ha scritto un libro e realizzato un documentario dal titolo A Vision of Britain, fortemente critici nei confronti dell'architettura contemporanea. Malgrado gli attacchi dagli ambienti "modernisti", ha continuato a promuovere la sua visione, l'urbanistica tradizionale, la necessità di riportare le città a misura d'uomo e il restauro degli edifici storici con l'integrazione adeguata di nuove strutture. A tal proposito due sue organizzazioni continuano a portare avanti queste idee: il The Prince's Regeneration Trust e il The Prince's Foundation for the Built Environment. Il villaggio di Poundbury, ad esempio, è stato creato ex novo su idea di Carlo con un progetto per opera di Léon Krier.
Carlo inoltre ha promosso una campagna di recupero urbano anche in Canada dopo che nel 1996 egli stesso aveva denunciato la distruzione di molti centri urbani storici nell'area canadese. Egli offrì la propria assistenza al Department of Canadian Heritage nel creare un fondo come nel National Trust inglese, piano che dal 2007 ha ottenuto concreti finanziamenti da parte del governo canadese. Nel 1999, inoltre, Carlo ha offerto di utilizzare il Prince of Wales Prize for Municipal Heritage Leadership, concesso dall'Heritage Canada Foundation alle amministrazioni comunali che hanno svolto importanti opere di recupero dei luoghi storici nei loro confini comunali. Carlo ha inoltre donato 25 000 sterline per la ricostruzione di parte delle città dell'area a sud del Mississippi e di New Orleans dopo le distruzioni dell'Uragano Katrina nel 2005.
Nel 1997 Carlo ha compiuto una serie di viaggi in Romania per denotare i danni provocati dal regime comunista del dittatore Nicolae Ceaușescu, in particolare per quanto riguarda i monasteri ortodossi e i villaggi sassoni in Transilvania, dove comprò anche casa. Lo storico Tom Gallagher scrisse sul giornale rumeno România Liberă nel 2006 che a Carlo era stato offerto il trono rumeno dai monarchici del paese, un'offerta che però era stata rifiutata, ma Buckingham Palace negò questa notizia. Carlo divenne patrono anche di due organizzazioni rumene per il restauro e la conservazione, ovvero la Mihai Eminescu Trust e la International Network for Traditional Building, Architecture & Urbanism (INTBAU). Carlo dimostrò anche grande interesse per l'arte islamica e per l'architettura orientale, contribuendo alla costruzione dei giardini dell'Oxford Centre for Islamic Studies, che combina elementi architettonici tratti dallo stile medievale inglese e islamico.

#### Ecologismo

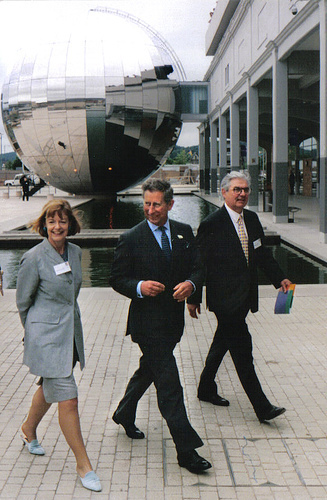
Il principe Carlo presenzia all'apertura dell'At-Bristol il 14 giugno 2000

Sin dagli anni ottanta, Carlo ha promosso altri interessi a favore dell'ambiente e della natura. Spostandosi alla sua residenza di Highgrove House, egli sviluppò un interesse particolare nell'agricoltura biologica che culminò nel 1990 col lancio di una sua linea di prodotti biologici, la Duchy Originals, che è arrivata a vendere più di 200 differenti tipologie di prodotti biologici, dal cibo alle piante da giardino, con un profitto registrato nel 2008 di 6 milioni di sterline annue che vengono devoluti alle opere caritatevoli del re. Documentando il suo impegno in questo campo, Carlo è stato coautore (con Charles Clover, editore del Daily Telegraph) di Highgrove: An Experiment in Organic Gardening and Farming, pubblicato nel 1993, e ha offerto il suo patronato per il Garden Organic. Su questa linea, Carlo è stato coinvolto nell'attività di molte industrie agricole cogliendo l'occasione per realizzare molti incontri con gli agricoltori. Nel 2004 di sua volontà ha fondato la Mutton Renaissance Campaign per assistere gli allevatori di pecore inglesi.
Nel dicembre del 2006 Clarence House ha annunciato l'intenzione del principe di ridurre le emissioni di gas da tutte le sue aree di produzione agricole. In quello stesso anno egli ricevette il 10º annuale Global Environmental Citizen Award da parte dell'Harvard Medical School's Center for Health and the Global Environment, il cui direttore, Eric Chivian, così si espresse alla premiazione: "Per decenni il principe di Galles è stato un campione del mondo naturale... È stato uno dei leader mondiali a portare sempre più sforzi verso l'efficienza energetica e a ridurre lo scarico di sostanze tossiche sul terreno, nell'aria e negli oceani".
In un discorso al Parlamento europeo del 14 febbraio 2008 egli perorò la causa della guerra comune al cambiamento climatico con i leader dell'unione. Durante la standing ovation che seguì al suo intervento, Nigel Farage, leader dell'United Kingdom Independence Party (UKIP), fu l'unico membro del parlamento a rimanere seduto e descriverà poi l'intervento di Carlo come "inutile e pazzesco al massimo".
In un discorso al Low Carbon Prosperity Summit sempre al Parlamento europeo il 9 febbraio 2011, Carlo disse che gli scettici circa il cambiamento climatico stanno giocando "a un rischioso gioco alla roulette" con il futuro del pianeta incerto e un'opinione pubblica devastata. Egli si prodigò anche molto a favore dei pescatori e della foresta amazzonica, oltre alla necessità di ridurre le emissioni di CO2 dal carbonfossile.
Nel 2011 Carlo ha ricevuto la RSPB Medal.

#### Medicina alternativa

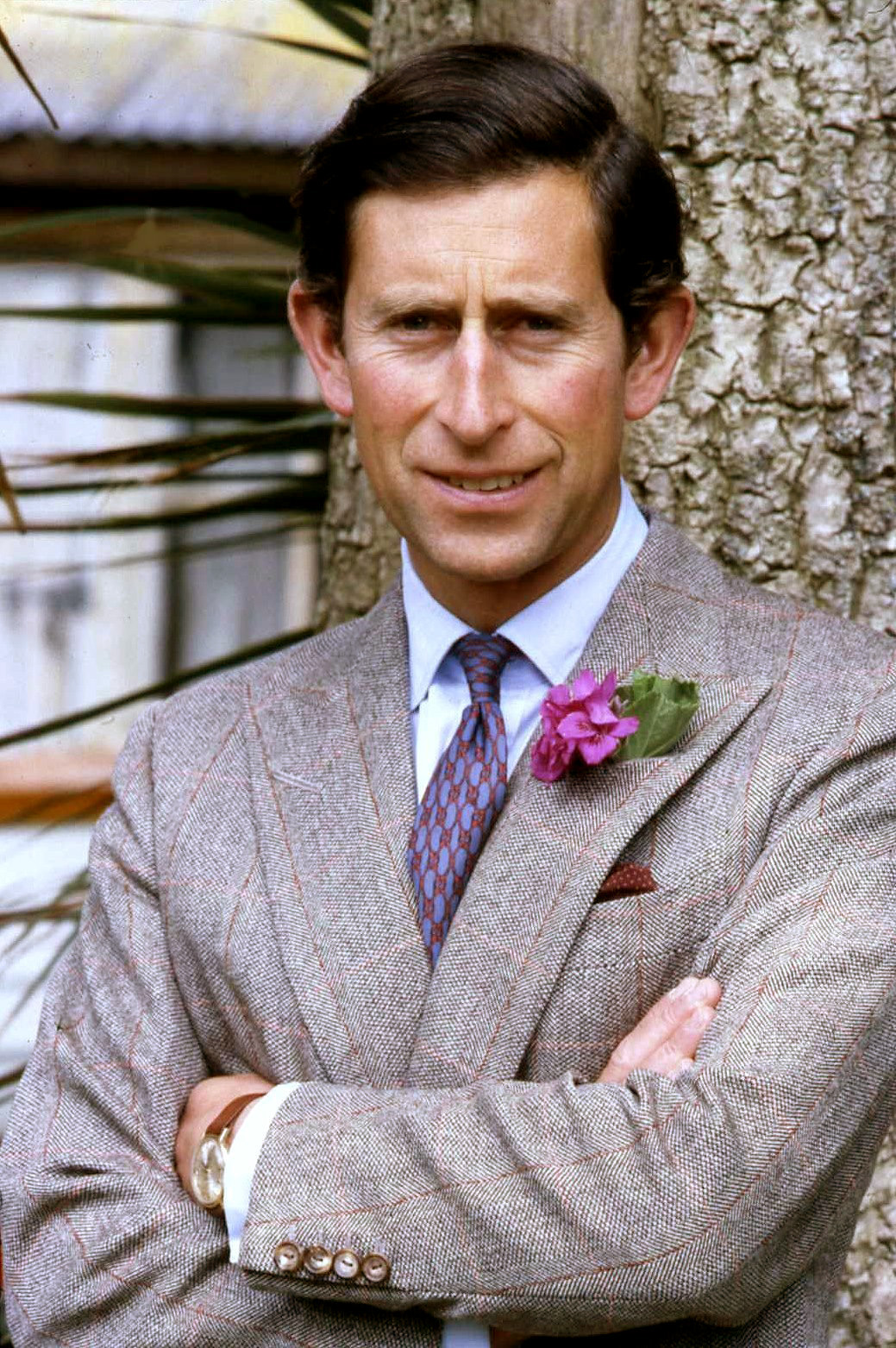
Ritratto dell'allora Principe di Galles, 1984

Carlo è anche un convinto e controverso sostenitore della medicina alternativa. Nel 2004 la Foundation for Integrated Health, da lui istituita nel 1993 al fine di "incoraggiare una maggiore collaborazione fra operatori convenzionali e complementari, e facilitare lo sviluppo di una medicina integrata", è stata divisa al suo interno in un'area scientifica e una medica al fine di incoraggiare l'utilizzo e lo studio di erbe officinali e di altri trattamenti alternativi nel sistema medico nazionale britannico, e nel maggio del 2006, Carlo stesso ha tenuto un discorso all'Assemblea mondiale della sanità di Ginevra, ritenendo urgente sviluppare il tema dell'integrazione tra medicina convenzionale e alternativa e in particolare nell'omeopatia.
Nell'aprile del 2008, The Times pubblicò una lettera di Edzard Ernst, professore di medicina complementare dell'Università di Exter, il quale chiedeva alla fondazione dell'allora principe di ritrattare quanto dichiarato in due loro opuscoli di promozione della medicina alternativa, adducendo il fatto che "la maggior parte delle terapie alternative si sono dimostrate senza effetti a livello clinico, e alcune addirittura dannose". L'associazione rispose attraverso un proprio portavoce: "Rigettiamo completamente le accuse della nostra linea di promozione della medicina alternativa e sulla pubblicazione di Complementary Healthcare: A Guide il quale mostra il vero beneficio di molte terapie omeopatiche. Al contrario, esso tratta le persone come adulti che possono prendersi le responsabilità e che hanno diritto ad avere informazioni non solo sulla medicina tradizionale... dopo di che essi possono decidere cosa sia meglio per loro. La fondazione non promuove terapie complementari." Quell'anno, Ernst pubblicò un libro con Simon Singh, scherzosamente dedicato a Carlo dal titolo Trick or Treatment: Alternative Medicine on Trial. L'ultimo capitolo si esprime in maniera profondamente critica nei confronti della passione per la medicina alternativa proposta da Carlo.

#### Aiuti umanitari

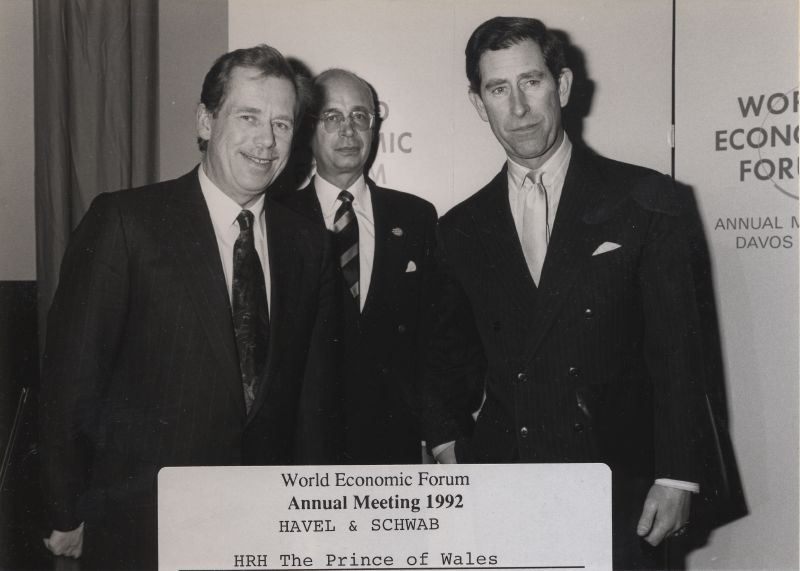
Il principe Carlo al World Economic Forum del 1992

I problemi di molte persone povere sono spesso state il centro degli sforzi umanitari di Carlo, in particolare verso i disoccupati, persone che hanno avuto problemi con la legge, persone in difficoltà con la scuola o quant'altro. Il The Prince's Trust rappresenta la sua principale organizzazione in questo senso e Carlo ha sovente occasione di lavorare con giovani offrendo impieghi e ricevendo anche supporti dall'esterno e tramite concerti di beneficenza. In Canada, Carlo ha preso parte coi due figli nel 1998 alla Giornata internazionale per l'eliminazione della discriminazione razziale, aiutando il lancio della Canadian Youth Business Foundation nel Saskatchewan nel 2001, visitando la città di Regina.
Dopo aver trascorso diverso tempo nei Territori del Nord-Ovest nel 1975, Carlo incominciò a interessarsi anche alle popolazioni aborigene del Canada, incontrando i diversi capi tribù coi quali era solito ritirarsi anche in meditazione, facendosi ben volere presso molte comunità locali dalle quali ottenne nel 2001 il titolo di Pisimwa Kamiwohkitahpamikohk, ovvero "il sole lo guarda sul suo cammino", nel corso della sua prima visita nella provincia del Saskatchewan. Egli fu uno dei primi leader mondiali a condannare le azioni di Nicolae Ceaușescu supportando la FARA Foundation degli orfanotrofi rumeni.
Carlo ha preso parte alla conferenza del Gruppo Bilderberg nel 1986 per parlare specificatamente della crisi economica sudafricana.
Nel 2011 ha donato 2 milioni di sterline per il lancio del suo Pakistan Recovery Fund per risollevare le sorti del paese dopo la guerra.

### Credenze religiose e filosofiche

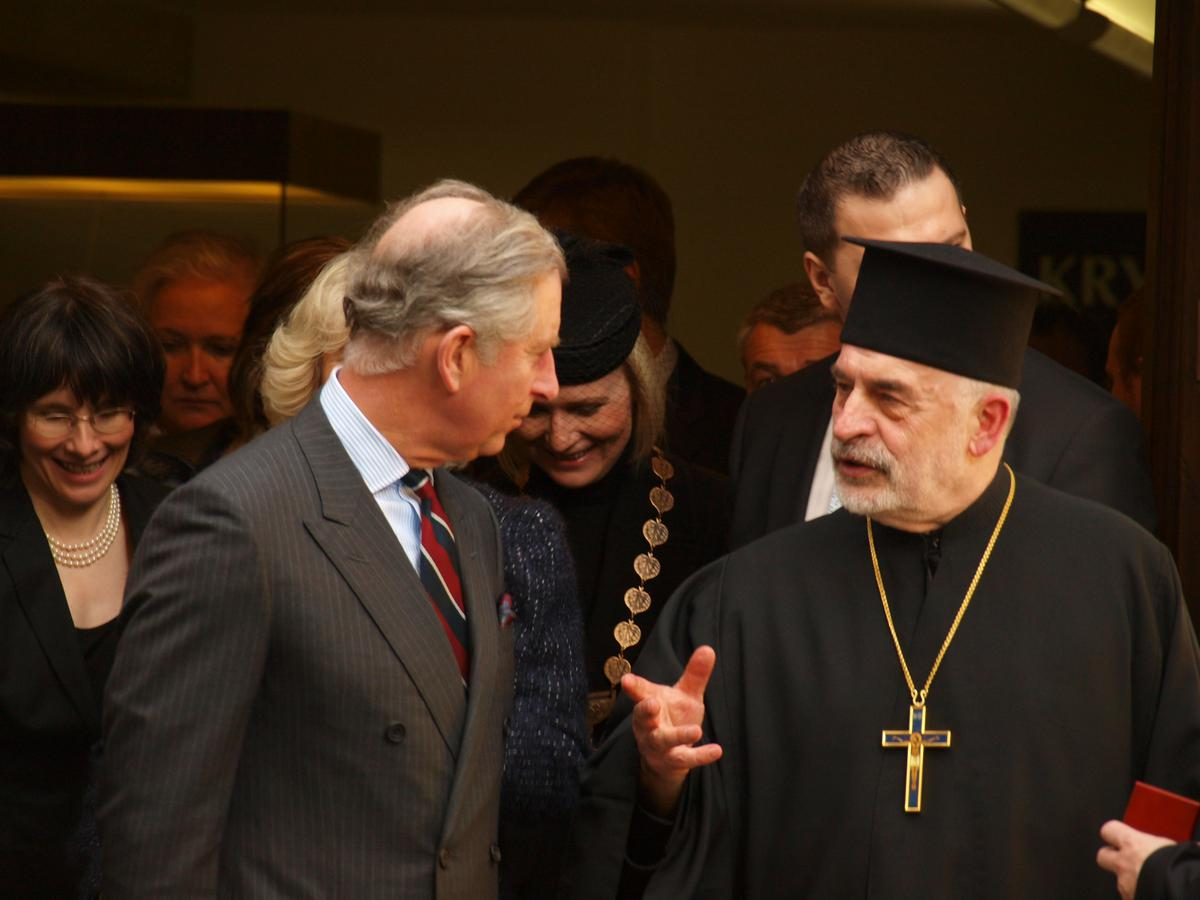
Il prete ceco ortodosso Jaroslav Šuvarský con l'allora principe Carlo nella chiesa dei Santi Cirillo e Metodio a Praga, marzo 2010

Carlo è stato cresimato dall'arcivescovo di Canterbury Michael Ramsey in occasione della Pasqua del 1965, nella Cappella di San Giorgio di Windsor. Si ritiene religioso e, insieme a tutta la famiglia reale, frequenta regolarmente la messa, anche durante il periodo estivo alla Crathie Kirk al Castello di Balmoral. Nel 2000 è stato nominato Lord High Commissioner dell'Assemblea generale della Chiesa di Scozia.
Da principe, Carlo si recava tutti gli anni (talvolta in segreto) a Monte Athos per trascorrere del tempo nel locale monastero ortodosso, così come in Romania, dimostrando interesse per il cristianesimo ortodosso.
Carlo è inoltre patrono dell'Oxford Centre for Islamic Studies dell'Università di Oxford.
Sir Laurens van der Post, divenuto amico di Carlo nel 1977, è stato scherzosamente soprannominato "il guru del principe Carlo", al punto da divenire padrino anche del primo figlio di Carlo, il principe William. Da lui il monarca ha sviluppato una propria filosofia, specialmente nella passione per le teorie asiatiche e mediorientali, per la cabala ebraica, e per i neoplatonici come Kathleen Raine, morta nel 2003.

### Hobby e interessi personali

#### Sport
Dalla sua gioventù fino al 1992 Carlo, seguendo l'esempio del padre Filippo, è stato un grande appassionato e giocatore di polo, rompendosi un braccio durante una partita nel 1990, rimanendo per breve tempo incosciente dopo una caduta da cavallo nel 2001 e trasmettendo tale passione anche al figlio William. Ha ricominciato a giocare per partite di beneficenza nel 2005.
Carlo prendeva parte anche frequentemente alla caccia alla volpe, prima che lo sport venisse abolito nel Regno Unito nel 2005. Sul finire degli anni '90 la crescente opposizione di organizzazioni come la League Against Cruel Sports prese di mira Carlo dopo che questi aveva portato anche il figlio alla tradizionale Beaufort Hunt del 1999, mentre il governo stava tentando di abolire la caccia coi cani.
Carlo sin dalla gioventù è molto amante anche della pesca, in particolare di quella del salmone; a tal proposito ha largamente supportato gli sforzi di Orri Vigfússon per proteggere il salmone nord atlantico. II re ha pescato frequentemente lungo il fiume Dee nell'Aberdeenshire, in Scozia, oltre che a Vopnafjörður, in Islanda.
Carlo supporta inoltre il Burnley Football Club.

#### Arte
Il re è presidente o patrono di più di 20 organizzazioni artistiche, tra cui il Royal College of Music, la Royal Opera, l'English Chamber Orchestra, la Philharmonia Orchestra and Chorus, la Welsh National Opera e la Purcell School. Il re ha inoltre fondato la The Prince's Foundation for Children and The Arts nel 2002 per aiutare i bambini nell'inserimento del mondo della musica. Egli è presidente della Royal Shakespeare Company (RSC) e regolarmente prende parte a degli spettacoli che si svolgono a Stratford-upon-Avon, supportando la compagnia a proprie spese.
Nel 2000 egli ha ripreso l'antica tradizione di nominare un arpista della corte reale, nominando appunto un musicista in questo senso.
Carlo è inoltre un apprezzato acquarellista, ha esposto e venduto alcune delle sue opere e molti lavori sono stati anche su riviste.
A Cambridge ha avuto occasione di studiare violoncello; in due occasioni ha anche cantato con il Bach Choir. Nota è anche la sua passione per la commedia, oltre che per l'illusionismo, che lo ha portato a diventare membro del The Magic Circle. È un noto fan del cantante canadese Leonard Cohen, morto nel 2016.

## Pubblicazioni, opere cinematografiche e televisive

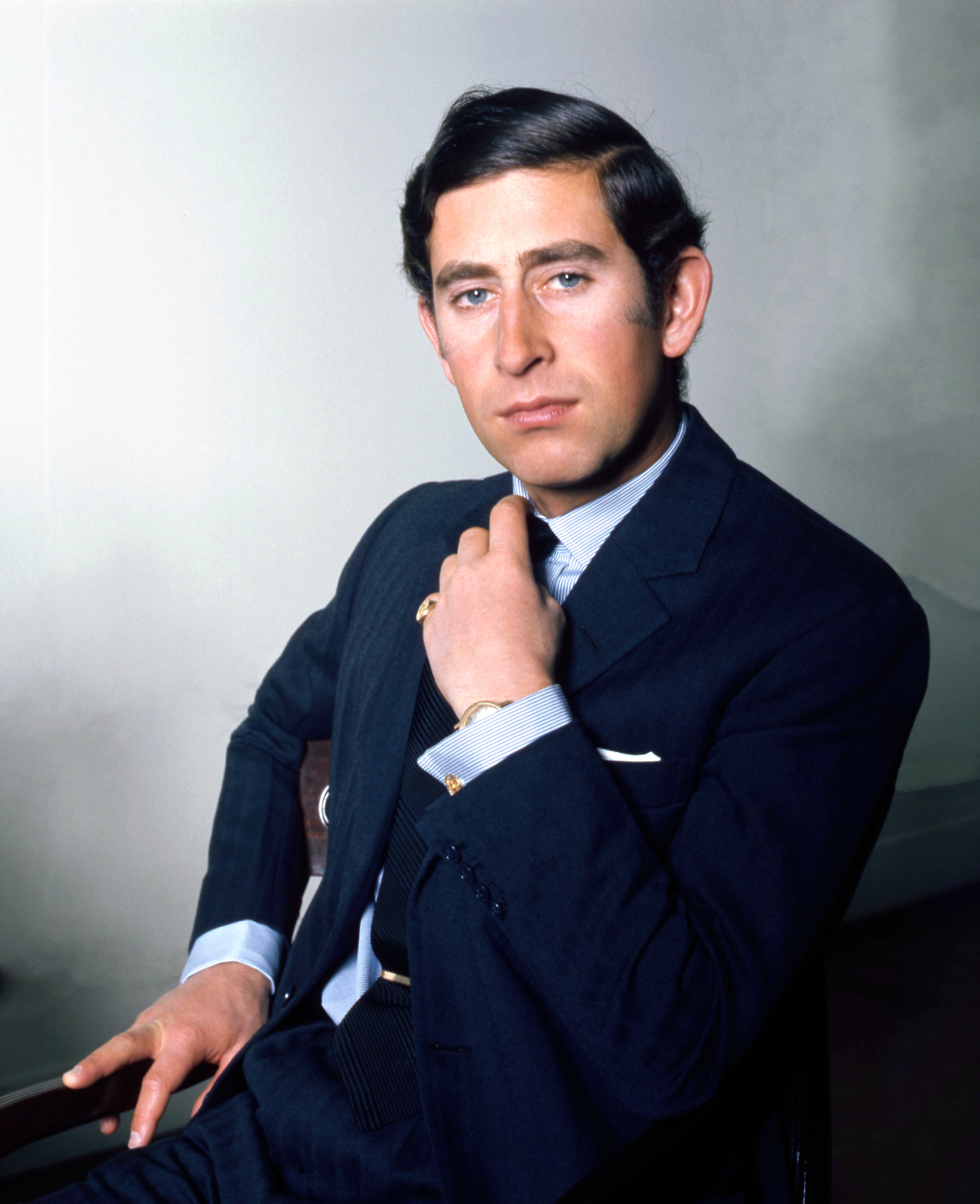
Il principe Carlo nel 1974

Carlo è stato autore di diversi libri che riflettono i suoi interessi, contribuendo talvolta alla stesura degli stessi con altri scrittori. Tra i suoi lavori ricordiamo:
- The Old Man of Lochnagar, 1980, ISBN 0-374-35613-0;
- A Vision of Britain: A Personal View of Architecture, 1989, ISBN 0-385-26903-X;
- Watercolours, 1991, ISBN 0-316-88886-9;
- con Charles Clover, Highgrove: An Experiment in Organic Gardening and Farming, 1993, ISBN 0-671-79177-X;
- con Candida Lycett Green, The Garden at Highgrove, 2001, ISBN 1-84188-142-2;
- con Charles Clover, Highgrove: Portrait of an Estate, 2002, ISBN 1-84188-170-8;
- con Stephanie Donaldson, The Elements of Organic Gardening, 2007, ISBN 0-297-84416-4.

### Documentari televisivi e presentazioni
Oltre agli altri interessi, Carlo ha scritto e presentato i seguenti film documentari:
- A Vision of Britain. Diretto da Nicholas Rossiter. BBC, 1988.[125]
- The Earth in Balance: A Personal View of the Environment. Diretto da James Hawes. BBC, 1990.[126]

Altri sono stati i documentari narrati e presentati dal monarca:
- Harmony: A New Way of Looking at Our World. Diretto da Stuart Sender, 2010.[127]
- The Prince and the Composer: A Film about Hubert Parry. Diretto da John Bridcut. BBC, 2011.[128]

## Ascendenza
|                               |                           |                                                        | Genitori                                                |  |  | Nonni |  |  | Bisnonni            |  |  | Trisnonni                 |  |
|                               |                           |                                                        |                                                         |  |  |       |  |  | Giorgio I di Grecia |  |  | Cristiano IX di Danimarca |  |
|                               |                           |                                                        |                                                         |  |  |       |  |  | Giorgio I di Grecia |  |  | Cristiano IX di Danimarca |  |
|                               |                           | Luisa d'Assia-Kassel                                   |                                                         |  |  |       |  |  | Giorgio I di Grecia |  |  |                           |  |
| Andrea di Grecia              |                           |                                                        |                                                         |  |  |       |  |  | Giorgio I di Grecia |  |  |                           |  |
|                               |                           | Olga Konstantinovna di Russia                          | Konstantin Nikolaevič di Russia                         |  |  |       |  |  |                     |  |  |                           |  |
|                               |                           | Olga Konstantinovna di Russia                          | Konstantin Nikolaevič di Russia                         |  |  |       |  |  |                     |  |  |                           |  |
|                               |                           | Olga Konstantinovna di Russia                          | Alessandra di Sassonia-Altenburg                        |  |  |       |  |  |                     |  |  |                           |  |
| Filippo di Edimburgo          |                           | Olga Konstantinovna di Russia                          |                                                         |  |  |       |  |  |                     |  |  |                           |  |
|                               |                           | Luigi di Battenberg                                    | Alessandro d'Assia                                      |  |  |       |  |  |                     |  |  |                           |  |
|                               |                           | Luigi di Battenberg                                    | Alessandro d'Assia                                      |  |  |       |  |  |                     |  |  |                           |  |
|                               |                           | Luigi di Battenberg                                    | Contessa Julia von Hauke                                |  |  |       |  |  |                     |  |  |                           |  |
| Alice di Battenberg           |                           | Luigi di Battenberg                                    |                                                         |  |  |       |  |  |                     |  |  |                           |  |
|                               |                           | Vittoria d'Assia e del Reno                            | Luigi IV d'Assia e del Reno                             |  |  |       |  |  |                     |  |  |                           |  |
|                               |                           | Vittoria d'Assia e del Reno                            | Luigi IV d'Assia e del Reno                             |  |  |       |  |  |                     |  |  |                           |  |
|                               |                           | Vittoria d'Assia e del Reno                            | Alice di Gran Bretagna                                  |  |  |       |  |  |                     |  |  |                           |  |
| Carlo III del Regno Unito     |                           | Vittoria d'Assia e del Reno                            |                                                         |  |  |       |  |  |                     |  |  |                           |  |
|                               | Giorgio V del Regno Unito | Edoardo VII del Regno Unito                            |                                                         |  |  |       |  |  |                     |  |  |                           |  |
|                               | Giorgio V del Regno Unito | Edoardo VII del Regno Unito                            |                                                         |  |  |       |  |  |                     |  |  |                           |  |
|                               | Giorgio V del Regno Unito | Alessandra di Danimarca                                |                                                         |  |  |       |  |  |                     |  |  |                           |  |
| Giorgio VI del Regno Unito    | Giorgio V del Regno Unito |                                                        |                                                         |  |  |       |  |  |                     |  |  |                           |  |
|                               |                           | Maria di Teck                                          | Francesco di Teck                                       |  |  |       |  |  |                     |  |  |                           |  |
|                               |                           | Maria di Teck                                          | Francesco di Teck                                       |  |  |       |  |  |                     |  |  |                           |  |
|                               |                           | Maria di Teck                                          | Maria Adelaide di Cambridge                             |  |  |       |  |  |                     |  |  |                           |  |
| Elisabetta II del Regno Unito |                           | Maria di Teck                                          |                                                         |  |  |       |  |  |                     |  |  |                           |  |
|                               |                           | Claude Bowes-Lyon, XIV conte di Strathmore e Kinghorne | Claude Bowes-Lyon, XIII conte di Strathmore e Kinghorne |  |  |       |  |  |                     |  |  |                           |  |
|                               |                           | Claude Bowes-Lyon, XIV conte di Strathmore e Kinghorne | Claude Bowes-Lyon, XIII conte di Strathmore e Kinghorne |  |  |       |  |  |                     |  |  |                           |  |
|                               |                           | Claude Bowes-Lyon, XIV conte di Strathmore e Kinghorne | Frances Dora Smith                                      |  |  |       |  |  |                     |  |  |                           |  |
| Elizabeth Bowes-Lyon          |                           | Claude Bowes-Lyon, XIV conte di Strathmore e Kinghorne |                                                         |  |  |       |  |  |                     |  |  |                           |  |
|                               |                           | Lady Cecilia Cavendish-Bentinck                        | Rev. Charles Cavendish-Bentinck                         |  |  |       |  |  |                     |  |  |                           |  |
|                               |                           | Lady Cecilia Cavendish-Bentinck                        | Rev. Charles Cavendish-Bentinck                         |  |  |       |  |  |                     |  |  |                           |  |
|                               |                           | Lady Cecilia Cavendish-Bentinck                        | Louisa Burnaby                                          |  |  |       |  |  |                     |  |  |                           |  |
|                               |                           | Lady Cecilia Cavendish-Bentinck                        |                                                         |  |  |       |  |  |                     |  |  |                           |  |

### Ascendenza patrilineare
1. Elimar I, conte di Oldenburg, *1040 †1112
2. Elimar II, conte di Oldenburg, *1070 †1142
3. Cristiano I, conte di Oldenburg, *1123 †1167
4. Maurizio I, conte di Oldenburg, *1150 †1209
5. Cristiano II, conte di Oldenburg, *1175 †1233
6. Giovanni I, conte di Oldenburg, *1204 †1270
7. Cristiano III, conte di Oldenburg,*1231 †1285
8. Giovanni II, conte di Oldenburg, *1270 †1316
9. Corrado I, conte di Oldenburg, *1302 †1347
10. Cristiano V, conte di Oldenburg, *1342 †1399
11. Dietrich, conte di Oldenburg, *1390 †1440
12. Cristiano I, re di Danimarca, Norvegia e Svezia, *1426 †1481
13. Federico I, re di Danimarca e Norvegia, *1471 †1533
14. Cristiano III, re di Danimarca e Norvegia, *1503 †1559
15. Giovanni, duca di Schleswig-Holstein-Sonderburg, *1545 †1622
16. Alessandro, duca di Schleswig-Holstein-Sonderburg, *1573 †1627
17. Augusto Filippo, duca di Schleswig-Holstein-Sonderburg-Beck, *1612 †1675
18. Federico Luigi, duca di Schleswig-Holstein-Sonderburg-Beck, *1653 †1728
19. Pietro Augusto, duca di Schleswig-Holstein-Sonderburg-Beck, *1697 †1775
20. Carlo Antonio Augusto, duca di Schleswig-Holstein-Sonderburg-Beck, *1727 †1759
21. Federico Carlo Ludovico, duca di Schleswig-Holstein-Sonderburg-Beck, *1757 †1816
22. Federico Guglielmo, duca di Schleswig-Holstein-Sonderburg-Glücksburg, *1785 †1831
23. Cristiano IX, re di Danimarca, *1818 †1906
24. Giorgio I, re di Grecia, *1845 †1913
25. Andrea, principe di Grecia e Danimarca, *1882 †1944
26. Filippo, consorte della sovrana del Regno Unito e duca di Edimburgo, *1921 †2021
27. Carlo III, re del Regno Unito di Gran Bretagna e Irlanda del Nord, *1948

### Linea di successione
Visione sintetica d'insieme della linea di successione di Carlo III a partire da Giacomo I d'Inghilterra.
|                             |                             |                             |                             |                                    |                                    |                                    |                                    |                                    |                                    |                        |                        |                                      |                                      |                                      |                                      |                                       |                                       |                                       |                                       |                                       |                                       |                             |                             |                                     |                                     |                                     |                                     | Giacomo I *1566 †1625 1603 – 1625   |                                     |                                     |                                     |                                     |                                     |                                     |                                     |                                       |                                       |                                       |                                       |                                       |                                       |                                     |                                     |                                       |                                       |                                       |                                       |                                       |                                       |                                   |                                   |                                   |                                   |                                  |                                  |                                  |                                  |           |           |                                   |                                   |                                   |                                   |                                    |                                    |                                    |                                    |                                    |                                    |                               |                               |                               |                               |                           |                           |                            |                            |                            |                            |                            |                            |                        |                        |                        |                        |             |             |                                  |                                  |                                  |                                  |                                  |                                  |  |  |  |  |  |  |
|                             |                             |                             |                             |                                    |                                    |                                    |                                    |                                    |                                    |                        |                        |                                      |                                      |                                      |                                      |                                       |                                       |                                       |                                       |                                       |                                       |                             |                             |                                     |                                     |                                     |                                     |                                     |                                     |                                     |                                     |                                     |                                     |                                     |                                     |                                       |                                       |                                       |                                       |                                       |                                       |                                     |                                     |                                       |                                       |                                       |                                       |                                       |                                       |                                   |                                   |                                   |                                   |                                  |                                  |                                  |                                  |           |           |                                   |                                   |                                   |                                   |                                    |                                    |                                    |                                    |                                    |                                    |                               |                               |                               |                               |                           |                           |                            |                            |                            |                            |                            |                            |                        |                        |                        |                        |             |             |                                  |                                  |                                  |                                  |                                  |                                  |  |  |  |  |  |  |
|                             |                             |                             |                             |                                    |                                    |                                    |                                    |                                    |                                    |                        |                        |                                      |                                      |                                      |                                      |                                       |                                       |                                       |                                       |                                       |                                       |                             |                             |                                     |                                     |                                     |                                     |                                     |                                     |                                     |                                     |                                     |                                     |                                     |                                     |                                       |                                       |                                       |                                       |                                       |                                       |                                     |                                     |                                       |                                       |                                       |                                       |                                       |                                       |                                   |                                   |                                   |                                   |                                  |                                  |                                  |                                  |           |           |                                   |                                   |                                   |                                   |                                    |                                    |                                    |                                    |                                    |                                    |                               |                               |                               |                               |                           |                           |                            |                            |                            |                            |                            |                            |                        |                        |                        |                        |             |             |                                  |                                  |                                  |                                  |                                  |                                  |  |  |  |  |  |  |
| Enrico Federico *1594 †1612 | Enrico Federico *1594 †1612 | Enrico Federico *1594 †1612 | Enrico Federico *1594 †1612 | Enrico Federico *1594 †1612        | Enrico Federico *1594 †1612        |                                    |                                    | Elisabetta *1596 †1662             | Elisabetta *1596 †1662             | Elisabetta *1596 †1662 | Elisabetta *1596 †1662 | Elisabetta *1596 †1662               | Elisabetta *1596 †1662               |                                      |                                      | Federico V del Palatinato *1596 †1632 | Federico V del Palatinato *1596 †1632 | Federico V del Palatinato *1596 †1632 | Federico V del Palatinato *1596 †1632 | Federico V del Palatinato *1596 †1632 | Federico V del Palatinato *1596 †1632 |                             |                             |                                     |                                     |                                     |                                     |                                     |                                     |                                     |                                     |                                     |                                     |                                     |                                     |                                       |                                       |                                       |                                       |                                       |                                       |                                     |                                     |                                       |                                       |                                       |                                       |                                       |                                       |                                   |                                   | Carlo I *1600 †1649 1625 – 1649   | Carlo I *1600 †1649 1625 – 1649   | Carlo I *1600 †1649 1625 – 1649  | Carlo I *1600 †1649 1625 – 1649  | Carlo I *1600 †1649 1625 – 1649  | Carlo I *1600 †1649 1625 – 1649  |           |           | Enrichetta di Francia *1609 †1669 | Enrichetta di Francia *1609 †1669 | Enrichetta di Francia *1609 †1669 | Enrichetta di Francia *1609 †1669 | Enrichetta di Francia *1609 †1669  | Enrichetta di Francia *1609 †1669  |                                    |                                    |                                    |                                    |                               |                               |                               |                               |                           |                           |                            |                            |                            |                            |                            |                            |                        |                        |                        |                        |             |             |                                  |                                  |                                  |                                  |                                  |                                  |  |  |  |  |  |  |
| Enrico Federico *1594 †1612 | Enrico Federico *1594 †1612 | Enrico Federico *1594 †1612 | Enrico Federico *1594 †1612 | Enrico Federico *1594 †1612        | Enrico Federico *1594 †1612        |                                    |                                    | Elisabetta *1596 †1662             | Elisabetta *1596 †1662             | Elisabetta *1596 †1662 | Elisabetta *1596 †1662 | Elisabetta *1596 †1662               | Elisabetta *1596 †1662               |                                      |                                      | Federico V del Palatinato *1596 †1632 | Federico V del Palatinato *1596 †1632 | Federico V del Palatinato *1596 †1632 | Federico V del Palatinato *1596 †1632 | Federico V del Palatinato *1596 †1632 | Federico V del Palatinato *1596 †1632 |                             |                             |                                     |                                     |                                     |                                     |                                     |                                     |                                     |                                     |                                     |                                     |                                     |                                     |                                       |                                       |                                       |                                       |                                       |                                       |                                     |                                     |                                       |                                       |                                       |                                       |                                       |                                       |                                   |                                   | Carlo I *1600 †1649 1625 – 1649   | Carlo I *1600 †1649 1625 – 1649   | Carlo I *1600 †1649 1625 – 1649  | Carlo I *1600 †1649 1625 – 1649  | Carlo I *1600 †1649 1625 – 1649  | Carlo I *1600 †1649 1625 – 1649  |           |           | Enrichetta di Francia *1609 †1669 | Enrichetta di Francia *1609 †1669 | Enrichetta di Francia *1609 †1669 | Enrichetta di Francia *1609 †1669 | Enrichetta di Francia *1609 †1669  | Enrichetta di Francia *1609 †1669  |                                    |                                    |                                    |                                    |                               |                               |                               |                               |                           |                           |                            |                            |                            |                            |                            |                            |                        |                        |                        |                        |             |             |                                  |                                  |                                  |                                  |                                  |                                  |  |  |  |  |  |  |
|                             |                             |                             |                             |                                    |                                    |                                    |                                    |                                    |                                    |                        |                        |                                      |                                      |                                      |                                      |                                       |                                       |                                       |                                       |                                       |                                       |                             |                             |                                     |                                     |                                     |                                     |                                     |                                     |                                     |                                     |                                     |                                     |                                     |                                     |                                       |                                       |                                       |                                       |                                       |                                       |                                     |                                     |                                       |                                       |                                       |                                       |                                       |                                       |                                   |                                   |                                   |                                   |                                  |                                  |                                  |                                  |           |           |                                   |                                   |                                   |                                   |                                    |                                    |                                    |                                    |                                    |                                    |                               |                               |                               |                               |                           |                           |                            |                            |                            |                            |                            |                            |                        |                        |                        |                        |             |             |                                  |                                  |                                  |                                  |                                  |                                  |  |  |  |  |  |  |
|                             |                             |                             |                             |                                    |                                    |                                    |                                    |                                    |                                    |                        |                        |                                      |                                      |                                      |                                      |                                       |                                       |                                       |                                       |                                       |                                       |                             |                             |                                     |                                     |                                     |                                     |                                     |                                     |                                     |                                     |                                     |                                     |                                     |                                     |                                       |                                       |                                       |                                       |                                       |                                       |                                     |                                     |                                       |                                       |                                       |                                       |                                       |                                       |                                   |                                   |                                   |                                   |                                  |                                  |                                  |                                  |           |           |                                   |                                   |                                   |                                   |                                    |                                    |                                    |                                    |                                    |                                    |                               |                               |                               |                               |                           |                           |                            |                            |                            |                            |                            |                            |                        |                        |                        |                        |             |             |                                  |                                  |                                  |                                  |                                  |                                  |  |  |  |  |  |  |
|                             |                             |                             |                             |                                    |                                    |                                    |                                    | sette figli                        | sette figli                        | sette figli            | sette figli            | sette figli                          | sette figli                          |                                      |                                      | Sofia *1630 †1714                     | Sofia *1630 †1714                     | Sofia *1630 †1714                     | Sofia *1630 †1714                     | Sofia *1630 †1714                     | Sofia *1630 †1714                     |                             |                             | Ernesto di Brunswick *1629 †1698    | Ernesto di Brunswick *1629 †1698    | Ernesto di Brunswick *1629 †1698    | Ernesto di Brunswick *1629 †1698    | Ernesto di Brunswick *1629 †1698    | Ernesto di Brunswick *1629 †1698    |                                     |                                     | Carlo II *1630 †1685 1660 – 1685    | Carlo II *1630 †1685 1660 – 1685    | Carlo II *1630 †1685 1660 – 1685    | Carlo II *1630 †1685 1660 – 1685    | Carlo II *1630 †1685 1660 – 1685      | Carlo II *1630 †1685 1660 – 1685      |                                       |                                       | Maria Enrichetta *1631 †1660          | Maria Enrichetta *1631 †1660          | Maria Enrichetta *1631 †1660        | Maria Enrichetta *1631 †1660        | Maria Enrichetta *1631 †1660          | Maria Enrichetta *1631 †1660          |                                       |                                       | Guglielmo II d'Orange *1626 †1650     | Guglielmo II d'Orange *1626 †1650     | Guglielmo II d'Orange *1626 †1650 | Guglielmo II d'Orange *1626 †1650 | Guglielmo II d'Orange *1626 †1650 | Guglielmo II d'Orange *1626 †1650 |                                  |                                  |                                  |                                  |           |           |                                   |                                   |                                   |                                   | Giacomo II *1633 †1701 1685 – 1688 | Giacomo II *1633 †1701 1685 – 1688 | Giacomo II *1633 †1701 1685 – 1688 | Giacomo II *1633 †1701 1685 – 1688 | Giacomo II *1633 †1701 1685 – 1688 | Giacomo II *1633 †1701 1685 – 1688 |                               |                               | (I) Anna Hyde *1637 †1671     | (I) Anna Hyde *1637 †1671     | (I) Anna Hyde *1637 †1671 | (I) Anna Hyde *1637 †1671 | (I) Anna Hyde *1637 †1671  | (I) Anna Hyde *1637 †1671  |                            |                            | Enrichetta *1644 †1670     | Enrichetta *1644 †1670     | Enrichetta *1644 †1670 | Enrichetta *1644 †1670 | Enrichetta *1644 †1670 | Enrichetta *1644 †1670 |             |             | Filippo I di Borbone *1640 †1701 | Filippo I di Borbone *1640 †1701 | Filippo I di Borbone *1640 †1701 | Filippo I di Borbone *1640 †1701 | Filippo I di Borbone *1640 †1701 | Filippo I di Borbone *1640 †1701 |  |  |  |  |  |  |
|                             |                             |                             |                             |                                    |                                    |                                    |                                    | sette figli                        | sette figli                        | sette figli            | sette figli            | sette figli                          | sette figli                          |                                      |                                      | Sofia *1630 †1714                     | Sofia *1630 †1714                     | Sofia *1630 †1714                     | Sofia *1630 †1714                     | Sofia *1630 †1714                     | Sofia *1630 †1714                     |                             |                             | Ernesto di Brunswick *1629 †1698    | Ernesto di Brunswick *1629 †1698    | Ernesto di Brunswick *1629 †1698    | Ernesto di Brunswick *1629 †1698    | Ernesto di Brunswick *1629 †1698    | Ernesto di Brunswick *1629 †1698    |                                     |                                     | Carlo II *1630 †1685 1660 – 1685    | Carlo II *1630 †1685 1660 – 1685    | Carlo II *1630 †1685 1660 – 1685    | Carlo II *1630 †1685 1660 – 1685    | Carlo II *1630 †1685 1660 – 1685      | Carlo II *1630 †1685 1660 – 1685      |                                       |                                       | Maria Enrichetta *1631 †1660          | Maria Enrichetta *1631 †1660          | Maria Enrichetta *1631 †1660        | Maria Enrichetta *1631 †1660        | Maria Enrichetta *1631 †1660          | Maria Enrichetta *1631 †1660          |                                       |                                       | Guglielmo II d'Orange *1626 †1650     | Guglielmo II d'Orange *1626 †1650     | Guglielmo II d'Orange *1626 †1650 | Guglielmo II d'Orange *1626 †1650 | Guglielmo II d'Orange *1626 †1650 | Guglielmo II d'Orange *1626 †1650 |                                  |                                  |                                  |                                  |           |           |                                   |                                   |                                   |                                   | Giacomo II *1633 †1701 1685 – 1688 | Giacomo II *1633 †1701 1685 – 1688 | Giacomo II *1633 †1701 1685 – 1688 | Giacomo II *1633 †1701 1685 – 1688 | Giacomo II *1633 †1701 1685 – 1688 | Giacomo II *1633 †1701 1685 – 1688 |                               |                               | (I) Anna Hyde *1637 †1671     | (I) Anna Hyde *1637 †1671     | (I) Anna Hyde *1637 †1671 | (I) Anna Hyde *1637 †1671 | (I) Anna Hyde *1637 †1671  | (I) Anna Hyde *1637 †1671  |                            |                            | Enrichetta *1644 †1670     | Enrichetta *1644 †1670     | Enrichetta *1644 †1670 | Enrichetta *1644 †1670 | Enrichetta *1644 †1670 | Enrichetta *1644 †1670 |             |             | Filippo I di Borbone *1640 †1701 | Filippo I di Borbone *1640 †1701 | Filippo I di Borbone *1640 †1701 | Filippo I di Borbone *1640 †1701 | Filippo I di Borbone *1640 †1701 | Filippo I di Borbone *1640 †1701 |  |  |  |  |  |  |
|                             |                             |                             |                             |                                    |                                    |                                    |                                    |                                    |                                    |                        |                        |                                      |                                      |                                      |                                      |                                       |                                       |                                       |                                       |                                       |                                       |                             |                             |                                     |                                     |                                     |                                     |                                     |                                     |                                     |                                     |                                     |                                     |                                     |                                     |                                       |                                       |                                       |                                       |                                       |                                       |                                     |                                     |                                       |                                       |                                       |                                       |                                       |                                       |                                   |                                   |                                   |                                   |                                  |                                  |                                  |                                  |           |           |                                   |                                   |                                   |                                   |                                    |                                    |                                    |                                    |                                    |                                    |                               |                               |                               |                               |                           |                           |                            |                            |                            |                            |                            |                            |                        |                        |                        |                        |             |             |                                  |                                  |                                  |                                  |                                  |                                  |  |  |  |  |  |  |
|                             |                             |                             |                             |                                    |                                    |                                    |                                    |                                    |                                    |                        |                        |                                      |                                      |                                      |                                      |                                       |                                       |                                       |                                       |                                       |                                       |                             |                             |                                     |                                     |                                     |                                     |                                     |                                     |                                     |                                     |                                     |                                     |                                     |                                     |                                       |                                       |                                       |                                       |                                       |                                       |                                     |                                     |                                       |                                       |                                       |                                       |                                       |                                       |                                   |                                   |                                   |                                   |                                  |                                  |                                  |                                  |           |           |                                   |                                   |                                   |                                   |                                    |                                    |                                    |                                    |                                    |                                    |                               |                               |                               |                               |                           |                           |                            |                            |                            |                            |                            |                            |                        |                        |                        |                        |             |             |                                  |                                  |                                  |                                  |                                  |                                  |  |  |  |  |  |  |
|                             |                             |                             |                             |                                    |                                    |                                    |                                    |                                    |                                    |                        |                        |                                      |                                      |                                      |                                      | cinque figli                          | cinque figli                          | cinque figli                          | cinque figli                          | cinque figli                          | cinque figli                          |                             |                             | Giorgio I *1660 †1727 1714 – 1727   | Giorgio I *1660 †1727 1714 – 1727   | Giorgio I *1660 †1727 1714 – 1727   | Giorgio I *1660 †1727 1714 – 1727   | Giorgio I *1660 †1727 1714 – 1727   | Giorgio I *1660 †1727 1714 – 1727   |                                     |                                     | Sofia di Celle *1666 †1726          | Sofia di Celle *1666 †1726          | Sofia di Celle *1666 †1726          | Sofia di Celle *1666 †1726          | Sofia di Celle *1666 †1726            | Sofia di Celle *1666 †1726            |                                       |                                       |                                       |                                       |                                     |                                     | Guglielmo III *1650 †1702 1689 – 1702 | Guglielmo III *1650 †1702 1689 – 1702 | Guglielmo III *1650 †1702 1689 – 1702 | Guglielmo III *1650 †1702 1689 – 1702 | Guglielmo III *1650 †1702 1689 – 1702 | Guglielmo III *1650 †1702 1689 – 1702 |                                   |                                   | Maria II *1662 †1694 1689 – 1694  | Maria II *1662 †1694 1689 – 1694  | Maria II *1662 †1694 1689 – 1694 | Maria II *1662 †1694 1689 – 1694 | Maria II *1662 †1694 1689 – 1694 | Maria II *1662 †1694 1689 – 1694 |           |           | Anna *1665 †1714 1702 – 1714      | Anna *1665 †1714 1702 – 1714      | Anna *1665 †1714 1702 – 1714      | Anna *1665 †1714 1702 – 1714      | Anna *1665 †1714 1702 – 1714       | Anna *1665 †1714 1702 – 1714       |                                    |                                    | Giacomo Francesco *1688 †1766      | Giacomo Francesco *1688 †1766      | Giacomo Francesco *1688 †1766 | Giacomo Francesco *1688 †1766 | Giacomo Francesco *1688 †1766 | Giacomo Francesco *1688 †1766 |                           |                           | Maria Sobieska *1702 †1735 | Maria Sobieska *1702 †1735 | Maria Sobieska *1702 †1735 | Maria Sobieska *1702 †1735 | Maria Sobieska *1702 †1735 | Maria Sobieska *1702 †1735 |                        |                        | sette figli            | sette figli            | sette figli | sette figli | sette figli                      | sette figli                      |                                  |                                  |                                  |                                  |  |  |  |  |  |  |
|                             |                             |                             |                             |                                    |                                    |                                    |                                    |                                    |                                    |                        |                        |                                      |                                      |                                      |                                      | cinque figli                          | cinque figli                          | cinque figli                          | cinque figli                          | cinque figli                          | cinque figli                          |                             |                             | Giorgio I *1660 †1727 1714 – 1727   | Giorgio I *1660 †1727 1714 – 1727   | Giorgio I *1660 †1727 1714 – 1727   | Giorgio I *1660 †1727 1714 – 1727   | Giorgio I *1660 †1727 1714 – 1727   | Giorgio I *1660 †1727 1714 – 1727   |                                     |                                     | Sofia di Celle *1666 †1726          | Sofia di Celle *1666 †1726          | Sofia di Celle *1666 †1726          | Sofia di Celle *1666 †1726          | Sofia di Celle *1666 †1726            | Sofia di Celle *1666 †1726            |                                       |                                       |                                       |                                       |                                     |                                     | Guglielmo III *1650 †1702 1689 – 1702 | Guglielmo III *1650 †1702 1689 – 1702 | Guglielmo III *1650 †1702 1689 – 1702 | Guglielmo III *1650 †1702 1689 – 1702 | Guglielmo III *1650 †1702 1689 – 1702 | Guglielmo III *1650 †1702 1689 – 1702 |                                   |                                   | Maria II *1662 †1694 1689 – 1694  | Maria II *1662 †1694 1689 – 1694  | Maria II *1662 †1694 1689 – 1694 | Maria II *1662 †1694 1689 – 1694 | Maria II *1662 †1694 1689 – 1694 | Maria II *1662 †1694 1689 – 1694 |           |           | Anna *1665 †1714 1702 – 1714      | Anna *1665 †1714 1702 – 1714      | Anna *1665 †1714 1702 – 1714      | Anna *1665 †1714 1702 – 1714      | Anna *1665 †1714 1702 – 1714       | Anna *1665 †1714 1702 – 1714       |                                    |                                    | Giacomo Francesco *1688 †1766      | Giacomo Francesco *1688 †1766      | Giacomo Francesco *1688 †1766 | Giacomo Francesco *1688 †1766 | Giacomo Francesco *1688 †1766 | Giacomo Francesco *1688 †1766 |                           |                           | Maria Sobieska *1702 †1735 | Maria Sobieska *1702 †1735 | Maria Sobieska *1702 †1735 | Maria Sobieska *1702 †1735 | Maria Sobieska *1702 †1735 | Maria Sobieska *1702 †1735 |                        |                        | sette figli            | sette figli            | sette figli | sette figli | sette figli                      | sette figli                      |                                  |                                  |                                  |                                  |  |  |  |  |  |  |
|                             |                             |                             |                             |                                    |                                    |                                    |                                    |                                    |                                    |                        |                        |                                      |                                      |                                      |                                      |                                       |                                       |                                       |                                       |                                       |                                       |                             |                             |                                     |                                     |                                     |                                     |                                     |                                     |                                     |                                     |                                     |                                     |                                     |                                     |                                       |                                       |                                       |                                       |                                       |                                       |                                     |                                     |                                       |                                       |                                       |                                       |                                       |                                       |                                   |                                   |                                   |                                   |                                  |                                  |                                  |                                  |           |           |                                   |                                   |                                   |                                   |                                    |                                    |                                    |                                    |                                    |                                    |                               |                               |                               |                               |                           |                           |                            |                            |                            |                            |                            |                            |                        |                        |                        |                        |             |             |                                  |                                  |                                  |                                  |                                  |                                  |  |  |  |  |  |  |
|                             |                             |                             |                             |                                    |                                    |                                    |                                    |                                    |                                    |                        |                        |                                      |                                      |                                      |                                      |                                       |                                       |                                       |                                       |                                       |                                       |                             |                             |                                     |                                     |                                     |                                     |                                     |                                     |                                     |                                     |                                     |                                     |                                     |                                     |                                       |                                       |                                       |                                       |                                       |                                       |                                     |                                     |                                       |                                       |                                       |                                       |                                       |                                       |                                   |                                   |                                   |                                   |                                  |                                  |                                  |                                  |           |           |                                   |                                   |                                   |                                   |                                    |                                    |                                    |                                    |                                    |                                    |                               |                               |                               |                               |                           |                           |                            |                            |                            |                            |                            |                            |                        |                        |                        |                        |             |             |                                  |                                  |                                  |                                  |                                  |                                  |  |  |  |  |  |  |
|                             |                             |                             |                             |                                    |                                    |                                    |                                    |                                    |                                    |                        |                        |                                      |                                      |                                      |                                      |                                       |                                       |                                       |                                       |                                       |                                       |                             |                             |                                     |                                     |                                     |                                     | Giorgio II *1683 †1760 1727 – 1760  | Giorgio II *1683 †1760 1727 – 1760  | Giorgio II *1683 †1760 1727 – 1760  | Giorgio II *1683 †1760 1727 – 1760  | Giorgio II *1683 †1760 1727 – 1760  | Giorgio II *1683 †1760 1727 – 1760  |                                     |                                     |                                       |                                       |                                       |                                       |                                       |                                       |                                     |                                     |                                       |                                       |                                       |                                       |                                       |                                       |                                   |                                   |                                   |                                   |                                  |                                  |                                  |                                  |           |           |                                   |                                   |                                   |                                   |                                    |                                    |                                    |                                    | Carlo *1720 †1788                  | Carlo *1720 †1788                  | Carlo *1720 †1788             | Carlo *1720 †1788             | Carlo *1720 †1788             | Carlo *1720 †1788             |                           |                           | Enrico *1725 †1807         | Enrico *1725 †1807         | Enrico *1725 †1807         | Enrico *1725 †1807         | Enrico *1725 †1807         | Enrico *1725 †1807         |                        |                        |                        |                        |             |             |                                  |                                  |                                  |                                  |                                  |                                  |  |  |  |  |  |  |
|                             |                             |                             |                             |                                    |                                    |                                    |                                    |                                    |                                    |                        |                        |                                      |                                      |                                      |                                      |                                       |                                       |                                       |                                       |                                       |                                       |                             |                             |                                     |                                     |                                     |                                     | Giorgio II *1683 †1760 1727 – 1760  | Giorgio II *1683 †1760 1727 – 1760  | Giorgio II *1683 †1760 1727 – 1760  | Giorgio II *1683 †1760 1727 – 1760  | Giorgio II *1683 †1760 1727 – 1760  | Giorgio II *1683 †1760 1727 – 1760  |                                     |                                     |                                       |                                       |                                       |                                       |                                       |                                       |                                     |                                     |                                       |                                       |                                       |                                       |                                       |                                       |                                   |                                   |                                   |                                   |                                  |                                  |                                  |                                  |           |           |                                   |                                   |                                   |                                   |                                    |                                    |                                    |                                    | Carlo *1720 †1788                  | Carlo *1720 †1788                  | Carlo *1720 †1788             | Carlo *1720 †1788             | Carlo *1720 †1788             | Carlo *1720 †1788             |                           |                           | Enrico *1725 †1807         | Enrico *1725 †1807         | Enrico *1725 †1807         | Enrico *1725 †1807         | Enrico *1725 †1807         | Enrico *1725 †1807         |                        |                        |                        |                        |             |             |                                  |                                  |                                  |                                  |                                  |                                  |  |  |  |  |  |  |
|                             |                             |                             |                             |                                    |                                    |                                    |                                    |                                    |                                    |                        |                        |                                      |                                      |                                      |                                      |                                       |                                       |                                       |                                       |                                       |                                       |                             |                             |                                     |                                     |                                     |                                     |                                     |                                     |                                     |                                     |                                     |                                     |                                     |                                     |                                       |                                       |                                       |                                       |                                       |                                       |                                     |                                     |                                       |                                       |                                       |                                       |                                       |                                       |                                   |                                   |                                   |                                   |                                  |                                  |                                  |                                  |           |           |                                   |                                   |                                   |                                   |                                    |                                    |                                    |                                    |                                    |                                    |                               |                               |                               |                               |                           |                           |                            |                            |                            |                            |                            |                            |                        |                        |                        |                        |             |             |                                  |                                  |                                  |                                  |                                  |                                  |  |  |  |  |  |  |
|                             |                             |                             |                             |                                    |                                    |                                    |                                    |                                    |                                    |                        |                        |                                      |                                      |                                      |                                      |                                       |                                       |                                       |                                       | Federico *1707 †1751                  | Federico *1707 †1751                  | Federico *1707 †1751        | Federico *1707 †1751        | Federico *1707 †1751                | Federico *1707 †1751                |                                     |                                     | Carolina di Brandeburgo *1683 †1737 | Carolina di Brandeburgo *1683 †1737 | Carolina di Brandeburgo *1683 †1737 | Carolina di Brandeburgo *1683 †1737 | Carolina di Brandeburgo *1683 †1737 | Carolina di Brandeburgo *1683 †1737 |                                     |                                     | Guglielmo *1721 †1765                 | Guglielmo *1721 †1765                 | Guglielmo *1721 †1765                 | Guglielmo *1721 †1765                 | Guglielmo *1721 †1765                 | Guglielmo *1721 †1765                 |                                     |                                     |                                       |                                       |                                       |                                       |                                       |                                       |                                   |                                   |                                   |                                   |                                  |                                  |                                  |                                  |           |           |                                   |                                   |                                   |                                   |                                    |                                    |                                    |                                    |                                    |                                    |                               |                               |                               |                               |                           |                           | · linea · giacobita        | · linea · giacobita        | · linea · giacobita        | · linea · giacobita        | · linea · giacobita        | · linea · giacobita        |                        |                        |                        |                        |             |             |                                  |                                  |                                  |                                  |                                  |                                  |  |  |  |  |  |  |
|                             |                             |                             |                             |                                    |                                    |                                    |                                    |                                    |                                    |                        |                        |                                      |                                      |                                      |                                      |                                       |                                       |                                       |                                       | Federico *1707 †1751                  | Federico *1707 †1751                  | Federico *1707 †1751        | Federico *1707 †1751        | Federico *1707 †1751                | Federico *1707 †1751                |                                     |                                     | Carolina di Brandeburgo *1683 †1737 | Carolina di Brandeburgo *1683 †1737 | Carolina di Brandeburgo *1683 †1737 | Carolina di Brandeburgo *1683 †1737 | Carolina di Brandeburgo *1683 †1737 | Carolina di Brandeburgo *1683 †1737 |                                     |                                     | Guglielmo *1721 †1765                 | Guglielmo *1721 †1765                 | Guglielmo *1721 †1765                 | Guglielmo *1721 †1765                 | Guglielmo *1721 †1765                 | Guglielmo *1721 †1765                 |                                     |                                     |                                       |                                       |                                       |                                       |                                       |                                       |                                   |                                   |                                   |                                   |                                  |                                  |                                  |                                  |           |           |                                   |                                   |                                   |                                   |                                    |                                    |                                    |                                    |                                    |                                    |                               |                               |                               |                               |                           |                           | · linea · giacobita        | · linea · giacobita        | · linea · giacobita        | · linea · giacobita        | · linea · giacobita        | · linea · giacobita        |                        |                        |                        |                        |             |             |                                  |                                  |                                  |                                  |                                  |                                  |  |  |  |  |  |  |
|                             |                             |                             |                             |                                    |                                    |                                    |                                    |                                    |                                    |                        |                        |                                      |                                      |                                      |                                      |                                       |                                       |                                       |                                       |                                       |                                       |                             |                             |                                     |                                     |                                     |                                     |                                     |                                     |                                     |                                     |                                     |                                     |                                     |                                     |                                       |                                       |                                       |                                       |                                       |                                       |                                     |                                     |                                       |                                       |                                       |                                       |                                       |                                       |                                   |                                   |                                   |                                   |                                  |                                  |                                  |                                  |           |           |                                   |                                   |                                   |                                   |                                    |                                    |                                    |                                    |                                    |                                    |                               |                               |                               |                               |                           |                           |                            |                            |                            |                            |                            |                            |                        |                        |                        |                        |             |             |                                  |                                  |                                  |                                  |                                  |                                  |  |  |  |  |  |  |
|                             |                             |                             |                             |                                    |                                    |                                    |                                    |                                    |                                    |                        |                        |                                      |                                      |                                      |                                      |                                       |                                       |                                       |                                       |                                       |                                       |                             |                             |                                     |                                     |                                     |                                     |                                     |                                     |                                     |                                     |                                     |                                     |                                     |                                     |                                       |                                       |                                       |                                       |                                       |                                       |                                     |                                     |                                       |                                       |                                       |                                       |                                       |                                       |                                   |                                   |                                   |                                   |                                  |                                  |                                  |                                  |           |           |                                   |                                   |                                   |                                   |                                    |                                    |                                    |                                    |                                    |                                    |                               |                               |                               |                               |                           |                           |                            |                            |                            |                            |                            |                            |                        |                        |                        |                        |             |             |                                  |                                  |                                  |                                  |                                  |                                  |  |  |  |  |  |  |
|                             |                             |                             |                             |                                    |                                    |                                    |                                    |                                    |                                    |                        |                        |                                      |                                      |                                      |                                      | Giorgio III *1738 †1820 1760 – 1820   | Giorgio III *1738 †1820 1760 – 1820   | Giorgio III *1738 †1820 1760 – 1820   | Giorgio III *1738 †1820 1760 – 1820   | Giorgio III *1738 †1820 1760 – 1820   | Giorgio III *1738 †1820 1760 – 1820   |                             |                             | Carlotta di Meclemburgo *1744 †1818 | Carlotta di Meclemburgo *1744 †1818 | Carlotta di Meclemburgo *1744 †1818 | Carlotta di Meclemburgo *1744 †1818 | Carlotta di Meclemburgo *1744 †1818 | Carlotta di Meclemburgo *1744 †1818 |                                     |                                     | quattro figli                       | quattro figli                       | quattro figli                       | quattro figli                       | quattro figli                         | quattro figli                         |                                       |                                       |                                       |                                       |                                     |                                     |                                       |                                       |                                       |                                       |                                       |                                       |                                   |                                   |                                   |                                   |                                  |                                  |                                  |                                  |           |           |                                   |                                   |                                   |                                   |                                    |                                    |                                    |                                    |                                    |                                    |                               |                               |                               |                               |                           |                           |                            |                            |                            |                            |                            |                            |                        |                        |                        |                        |             |             |                                  |                                  |                                  |                                  |                                  |                                  |  |  |  |  |  |  |
|                             |                             |                             |                             |                                    |                                    |                                    |                                    |                                    |                                    |                        |                        |                                      |                                      |                                      |                                      | Giorgio III *1738 †1820 1760 – 1820   | Giorgio III *1738 †1820 1760 – 1820   | Giorgio III *1738 †1820 1760 – 1820   | Giorgio III *1738 †1820 1760 – 1820   | Giorgio III *1738 †1820 1760 – 1820   | Giorgio III *1738 †1820 1760 – 1820   |                             |                             | Carlotta di Meclemburgo *1744 †1818 | Carlotta di Meclemburgo *1744 †1818 | Carlotta di Meclemburgo *1744 †1818 | Carlotta di Meclemburgo *1744 †1818 | Carlotta di Meclemburgo *1744 †1818 | Carlotta di Meclemburgo *1744 †1818 |                                     |                                     | quattro figli                       | quattro figli                       | quattro figli                       | quattro figli                       | quattro figli                         | quattro figli                         |                                       |                                       |                                       |                                       |                                     |                                     |                                       |                                       |                                       |                                       |                                       |                                       |                                   |                                   |                                   |                                   |                                  |                                  |                                  |                                  |           |           |                                   |                                   |                                   |                                   |                                    |                                    |                                    |                                    |                                    |                                    |                               |                               |                               |                               |                           |                           |                            |                            |                            |                            |                            |                            |                        |                        |                        |                        |             |             |                                  |                                  |                                  |                                  |                                  |                                  |  |  |  |  |  |  |
|                             |                             |                             |                             |                                    |                                    |                                    |                                    |                                    |                                    |                        |                        |                                      |                                      |                                      |                                      |                                       |                                       |                                       |                                       |                                       |                                       |                             |                             |                                     |                                     |                                     |                                     |                                     |                                     |                                     |                                     |                                     |                                     |                                     |                                     |                                       |                                       |                                       |                                       |                                       |                                       |                                     |                                     |                                       |                                       |                                       |                                       |                                       |                                       |                                   |                                   |                                   |                                   |                                  |                                  |                                  |                                  |           |           |                                   |                                   |                                   |                                   |                                    |                                    |                                    |                                    |                                    |                                    |                               |                               |                               |                               |                           |                           |                            |                            |                            |                            |                            |                            |                        |                        |                        |                        |             |             |                                  |                                  |                                  |                                  |                                  |                                  |  |  |  |  |  |  |
|                             |                             |                             |                             |                                    |                                    |                                    |                                    |                                    |                                    |                        |                        |                                      |                                      |                                      |                                      |                                       |                                       |                                       |                                       |                                       |                                       |                             |                             |                                     |                                     |                                     |                                     |                                     |                                     |                                     |                                     |                                     |                                     |                                     |                                     |                                       |                                       |                                       |                                       |                                       |                                       |                                     |                                     |                                       |                                       |                                       |                                       |                                       |                                       |                                   |                                   |                                   |                                   |                                  |                                  |                                  |                                  |           |           |                                   |                                   |                                   |                                   |                                    |                                    |                                    |                                    |                                    |                                    |                               |                               |                               |                               |                           |                           |                            |                            |                            |                            |                            |                            |                        |                        |                        |                        |             |             |                                  |                                  |                                  |                                  |                                  |                                  |  |  |  |  |  |  |
|                             |                             |                             |                             | Giorgio IV *1762 †1830 1820 – 1830 | Giorgio IV *1762 †1830 1820 – 1830 | Giorgio IV *1762 †1830 1820 – 1830 | Giorgio IV *1762 †1830 1820 – 1830 | Giorgio IV *1762 †1830 1820 – 1830 | Giorgio IV *1762 †1830 1820 – 1830 |                        |                        | Guglielmo IV *1765 †1837 1830 – 1837 | Guglielmo IV *1765 †1837 1830 – 1837 | Guglielmo IV *1765 †1837 1830 – 1837 | Guglielmo IV *1765 †1837 1830 – 1837 | Guglielmo IV *1765 †1837 1830 – 1837  | Guglielmo IV *1765 †1837 1830 – 1837  |                                       |                                       | Edoardo Augusto *1767 †1820           | Edoardo Augusto *1767 †1820           | Edoardo Augusto *1767 †1820 | Edoardo Augusto *1767 †1820 | Edoardo Augusto *1767 †1820         | Edoardo Augusto *1767 †1820         |                                     |                                     | Vittoria di Sassonia *1786 †1861    | Vittoria di Sassonia *1786 †1861    | Vittoria di Sassonia *1786 †1861    | Vittoria di Sassonia *1786 †1861    | Vittoria di Sassonia *1786 †1861    | Vittoria di Sassonia *1786 †1861    |                                     |                                     | sei figli                             | sei figli                             | sei figli                             | sei figli                             | sei figli                             | sei figli                             |                                     |                                     |                                       |                                       |                                       |                                       |                                       |                                       |                                   |                                   |                                   |                                   |                                  |                                  |                                  |                                  |           |           |                                   |                                   |                                   |                                   |                                    |                                    |                                    |                                    |                                    |                                    |                               |                               |                               |                               |                           |                           |                            |                            |                            |                            |                            |                            |                        |                        |                        |                        |             |             |                                  |                                  |                                  |                                  |                                  |                                  |  |  |  |  |  |  |
|                             |                             |                             |                             | Giorgio IV *1762 †1830 1820 – 1830 | Giorgio IV *1762 †1830 1820 – 1830 | Giorgio IV *1762 †1830 1820 – 1830 | Giorgio IV *1762 †1830 1820 – 1830 | Giorgio IV *1762 †1830 1820 – 1830 | Giorgio IV *1762 †1830 1820 – 1830 |                        |                        | Guglielmo IV *1765 †1837 1830 – 1837 | Guglielmo IV *1765 †1837 1830 – 1837 | Guglielmo IV *1765 †1837 1830 – 1837 | Guglielmo IV *1765 †1837 1830 – 1837 | Guglielmo IV *1765 †1837 1830 – 1837  | Guglielmo IV *1765 †1837 1830 – 1837  |                                       |                                       | Edoardo Augusto *1767 †1820           | Edoardo Augusto *1767 †1820           | Edoardo Augusto *1767 †1820 | Edoardo Augusto *1767 †1820 | Edoardo Augusto *1767 †1820         | Edoardo Augusto *1767 †1820         |                                     |                                     | Vittoria di Sassonia *1786 †1861    | Vittoria di Sassonia *1786 †1861    | Vittoria di Sassonia *1786 †1861    | Vittoria di Sassonia *1786 †1861    | Vittoria di Sassonia *1786 †1861    | Vittoria di Sassonia *1786 †1861    |                                     |                                     | sei figli                             | sei figli                             | sei figli                             | sei figli                             | sei figli                             | sei figli                             |                                     |                                     |                                       |                                       |                                       |                                       |                                       |                                       |                                   |                                   |                                   |                                   |                                  |                                  |                                  |                                  |           |           |                                   |                                   |                                   |                                   |                                    |                                    |                                    |                                    |                                    |                                    |                               |                               |                               |                               |                           |                           |                            |                            |                            |                            |                            |                            |                        |                        |                        |                        |             |             |                                  |                                  |                                  |                                  |                                  |                                  |  |  |  |  |  |  |
|                             |                             |                             |                             |                                    |                                    |                                    |                                    |                                    |                                    |                        |                        |                                      |                                      |                                      |                                      |                                       |                                       |                                       |                                       |                                       |                                       |                             |                             |                                     |                                     |                                     |                                     |                                     |                                     |                                     |                                     |                                     |                                     |                                     |                                     |                                       |                                       |                                       |                                       |                                       |                                       |                                     |                                     |                                       |                                       |                                       |                                       |                                       |                                       |                                   |                                   |                                   |                                   |                                  |                                  |                                  |                                  |           |           |                                   |                                   |                                   |                                   |                                    |                                    |                                    |                                    |                                    |                                    |                               |                               |                               |                               |                           |                           |                            |                            |                            |                            |                            |                            |                        |                        |                        |                        |             |             |                                  |                                  |                                  |                                  |                                  |                                  |  |  |  |  |  |  |
|                             |                             |                             |                             |                                    |                                    |                                    |                                    |                                    |                                    |                        |                        |                                      |                                      |                                      |                                      |                                       |                                       |                                       |                                       |                                       |                                       |                             |                             | Vittoria *1819 †1901 1837 – 1901    | Vittoria *1819 †1901 1837 – 1901    | Vittoria *1819 †1901 1837 – 1901    | Vittoria *1819 †1901 1837 – 1901    | Vittoria *1819 †1901 1837 – 1901    | Vittoria *1819 †1901 1837 – 1901    |                                     |                                     | Alberto di Sassonia *1819 †1861     | Alberto di Sassonia *1819 †1861     | Alberto di Sassonia *1819 †1861     | Alberto di Sassonia *1819 †1861     | Alberto di Sassonia *1819 †1861       | Alberto di Sassonia *1819 †1861       |                                       |                                       |                                       |                                       |                                     |                                     |                                       |                                       |                                       |                                       |                                       |                                       |                                   |                                   |                                   |                                   |                                  |                                  |                                  |                                  |           |           |                                   |                                   |                                   |                                   |                                    |                                    |                                    |                                    |                                    |                                    |                               |                               |                               |                               |                           |                           |                            |                            |                            |                            |                            |                            |                        |                        |                        |                        |             |             |                                  |                                  |                                  |                                  |                                  |                                  |  |  |  |  |  |  |
|                             |                             |                             |                             |                                    |                                    |                                    |                                    |                                    |                                    |                        |                        |                                      |                                      |                                      |                                      |                                       |                                       |                                       |                                       |                                       |                                       |                             |                             | Vittoria *1819 †1901 1837 – 1901    | Vittoria *1819 †1901 1837 – 1901    | Vittoria *1819 †1901 1837 – 1901    | Vittoria *1819 †1901 1837 – 1901    | Vittoria *1819 †1901 1837 – 1901    | Vittoria *1819 †1901 1837 – 1901    |                                     |                                     | Alberto di Sassonia *1819 †1861     | Alberto di Sassonia *1819 †1861     | Alberto di Sassonia *1819 †1861     | Alberto di Sassonia *1819 †1861     | Alberto di Sassonia *1819 †1861       | Alberto di Sassonia *1819 †1861       |                                       |                                       |                                       |                                       |                                     |                                     |                                       |                                       |                                       |                                       |                                       |                                       |                                   |                                   |                                   |                                   |                                  |                                  |                                  |                                  |           |           |                                   |                                   |                                   |                                   |                                    |                                    |                                    |                                    |                                    |                                    |                               |                               |                               |                               |                           |                           |                            |                            |                            |                            |                            |                            |                        |                        |                        |                        |             |             |                                  |                                  |                                  |                                  |                                  |                                  |  |  |  |  |  |  |
|                             |                             |                             |                             |                                    |                                    |                                    |                                    |                                    |                                    |                        |                        |                                      |                                      |                                      |                                      |                                       |                                       |                                       |                                       |                                       |                                       |                             |                             |                                     |                                     |                                     |                                     |                                     |                                     |                                     |                                     |                                     |                                     |                                     |                                     |                                       |                                       |                                       |                                       |                                       |                                       |                                     |                                     |                                       |                                       |                                       |                                       |                                       |                                       |                                   |                                   |                                   |                                   |                                  |                                  |                                  |                                  |           |           |                                   |                                   |                                   |                                   |                                    |                                    |                                    |                                    |                                    |                                    |                               |                               |                               |                               |                           |                           |                            |                            |                            |                            |                            |                            |                        |                        |                        |                        |             |             |                                  |                                  |                                  |                                  |                                  |                                  |  |  |  |  |  |  |
|                             |                             |                             |                             |                                    |                                    |                                    |                                    |                                    |                                    |                        |                        |                                      |                                      |                                      |                                      |                                       |                                       |                                       |                                       |                                       |                                       |                             |                             |                                     |                                     |                                     |                                     |                                     |                                     |                                     |                                     |                                     |                                     |                                     |                                     |                                       |                                       |                                       |                                       |                                       |                                       |                                     |                                     |                                       |                                       |                                       |                                       |                                       |                                       |                                   |                                   |                                   |                                   |                                  |                                  |                                  |                                  |           |           |                                   |                                   |                                   |                                   |                                    |                                    |                                    |                                    |                                    |                                    |                               |                               |                               |                               |                           |                           |                            |                            |                            |                            |                            |                            |                        |                        |                        |                        |             |             |                                  |                                  |                                  |                                  |                                  |                                  |  |  |  |  |  |  |
|                             |                             |                             |                             |                                    |                                    |                                    |                                    |                                    |                                    |                        |                        |                                      |                                      |                                      |                                      |                                       |                                       |                                       |                                       |                                       |                                       |                             |                             | otto figli                          | otto figli                          | otto figli                          | otto figli                          | otto figli                          | otto figli                          |                                     |                                     | Edoardo VII *1841 †1910 1901 – 1910 | Edoardo VII *1841 †1910 1901 – 1910 | Edoardo VII *1841 †1910 1901 – 1910 | Edoardo VII *1841 †1910 1901 – 1910 | Edoardo VII *1841 †1910 1901 – 1910   | Edoardo VII *1841 †1910 1901 – 1910   |                                       |                                       | Alessandra di Danimarca *1844 †1925   | Alessandra di Danimarca *1844 †1925   | Alessandra di Danimarca *1844 †1925 | Alessandra di Danimarca *1844 †1925 | Alessandra di Danimarca *1844 †1925   | Alessandra di Danimarca *1844 †1925   |                                       |                                       |                                       |                                       |                                   |                                   |                                   |                                   |                                  |                                  |                                  |                                  |           |           |                                   |                                   |                                   |                                   |                                    |                                    |                                    |                                    |                                    |                                    |                               |                               |                               |                               |                           |                           |                            |                            |                            |                            |                            |                            |                        |                        |                        |                        |             |             |                                  |                                  |                                  |                                  |                                  |                                  |  |  |  |  |  |  |
|                             |                             |                             |                             |                                    |                                    |                                    |                                    |                                    |                                    |                        |                        |                                      |                                      |                                      |                                      |                                       |                                       |                                       |                                       |                                       |                                       |                             |                             | otto figli                          | otto figli                          | otto figli                          | otto figli                          | otto figli                          | otto figli                          |                                     |                                     | Edoardo VII *1841 †1910 1901 – 1910 | Edoardo VII *1841 †1910 1901 – 1910 | Edoardo VII *1841 †1910 1901 – 1910 | Edoardo VII *1841 †1910 1901 – 1910 | Edoardo VII *1841 †1910 1901 – 1910   | Edoardo VII *1841 †1910 1901 – 1910   |                                       |                                       | Alessandra di Danimarca *1844 †1925   | Alessandra di Danimarca *1844 †1925   | Alessandra di Danimarca *1844 †1925 | Alessandra di Danimarca *1844 †1925 | Alessandra di Danimarca *1844 †1925   | Alessandra di Danimarca *1844 †1925   |                                       |                                       |                                       |                                       |                                   |                                   |                                   |                                   |                                  |                                  |                                  |                                  |           |           |                                   |                                   |                                   |                                   |                                    |                                    |                                    |                                    |                                    |                                    |                               |                               |                               |                               |                           |                           |                            |                            |                            |                            |                            |                            |                        |                        |                        |                        |             |             |                                  |                                  |                                  |                                  |                                  |                                  |  |  |  |  |  |  |
|                             |                             |                             |                             |                                    |                                    |                                    |                                    |                                    |                                    |                        |                        |                                      |                                      |                                      |                                      |                                       |                                       |                                       |                                       |                                       |                                       |                             |                             |                                     |                                     |                                     |                                     |                                     |                                     |                                     |                                     |                                     |                                     |                                     |                                     |                                       |                                       |                                       |                                       |                                       |                                       |                                     |                                     |                                       |                                       |                                       |                                       |                                       |                                       |                                   |                                   |                                   |                                   |                                  |                                  |                                  |                                  |           |           |                                   |                                   |                                   |                                   |                                    |                                    |                                    |                                    |                                    |                                    |                               |                               |                               |                               |                           |                           |                            |                            |                            |                            |                            |                            |                        |                        |                        |                        |             |             |                                  |                                  |                                  |                                  |                                  |                                  |  |  |  |  |  |  |
|                             |                             |                             |                             |                                    |                                    |                                    |                                    |                                    |                                    |                        |                        |                                      |                                      |                                      |                                      |                                       |                                       |                                       |                                       |                                       |                                       |                             |                             |                                     |                                     |                                     |                                     |                                     |                                     |                                     |                                     |                                     |                                     |                                     |                                     |                                       |                                       |                                       |                                       |                                       |                                       |                                     |                                     |                                       |                                       |                                       |                                       |                                       |                                       |                                   |                                   |                                   |                                   |                                  |                                  |                                  |                                  |           |           |                                   |                                   |                                   |                                   |                                    |                                    |                                    |                                    |                                    |                                    |                               |                               |                               |                               |                           |                           |                            |                            |                            |                            |                            |                            |                        |                        |                        |                        |             |             |                                  |                                  |                                  |                                  |                                  |                                  |  |  |  |  |  |  |
|                             |                             |                             |                             |                                    |                                    |                                    |                                    |                                    |                                    |                        |                        |                                      |                                      |                                      |                                      |                                       |                                       |                                       |                                       |                                       |                                       |                             |                             |                                     |                                     |                                     |                                     |                                     |                                     |                                     |                                     | Alberto Vittorio *1864 †1892        | Alberto Vittorio *1864 †1892        | Alberto Vittorio *1864 †1892        | Alberto Vittorio *1864 †1892        | Alberto Vittorio *1864 †1892          | Alberto Vittorio *1864 †1892          |                                       |                                       | Giorgio V *1865 †1936 1910 – 1936     | Giorgio V *1865 †1936 1910 – 1936     | Giorgio V *1865 †1936 1910 – 1936   | Giorgio V *1865 †1936 1910 – 1936   | Giorgio V *1865 †1936 1910 – 1936     | Giorgio V *1865 †1936 1910 – 1936     |                                       |                                       | Maria di Teck *1867 †1953             | Maria di Teck *1867 †1953             | Maria di Teck *1867 †1953         | Maria di Teck *1867 †1953         | Maria di Teck *1867 †1953         | Maria di Teck *1867 †1953         |                                  |                                  |                                  |                                  |           |           |                                   |                                   |                                   |                                   |                                    |                                    |                                    |                                    |                                    |                                    |                               |                               |                               |                               |                           |                           |                            |                            |                            |                            |                            |                            |                        |                        |                        |                        |             |             |                                  |                                  |                                  |                                  |                                  |                                  |  |  |  |  |  |  |
|                             |                             |                             |                             |                                    |                                    |                                    |                                    |                                    |                                    |                        |                        |                                      |                                      |                                      |                                      |                                       |                                       |                                       |                                       |                                       |                                       |                             |                             |                                     |                                     |                                     |                                     |                                     |                                     |                                     |                                     | Alberto Vittorio *1864 †1892        | Alberto Vittorio *1864 †1892        | Alberto Vittorio *1864 †1892        | Alberto Vittorio *1864 †1892        | Alberto Vittorio *1864 †1892          | Alberto Vittorio *1864 †1892          |                                       |                                       | Giorgio V *1865 †1936 1910 – 1936     | Giorgio V *1865 †1936 1910 – 1936     | Giorgio V *1865 †1936 1910 – 1936   | Giorgio V *1865 †1936 1910 – 1936   | Giorgio V *1865 †1936 1910 – 1936     | Giorgio V *1865 †1936 1910 – 1936     |                                       |                                       | Maria di Teck *1867 †1953             | Maria di Teck *1867 †1953             | Maria di Teck *1867 †1953         | Maria di Teck *1867 †1953         | Maria di Teck *1867 †1953         | Maria di Teck *1867 †1953         |                                  |                                  |                                  |                                  |           |           |                                   |                                   |                                   |                                   |                                    |                                    |                                    |                                    |                                    |                                    |                               |                               |                               |                               |                           |                           |                            |                            |                            |                            |                            |                            |                        |                        |                        |                        |             |             |                                  |                                  |                                  |                                  |                                  |                                  |  |  |  |  |  |  |
|                             |                             |                             |                             |                                    |                                    |                                    |                                    |                                    |                                    |                        |                        |                                      |                                      |                                      |                                      |                                       |                                       |                                       |                                       |                                       |                                       |                             |                             |                                     |                                     |                                     |                                     |                                     |                                     |                                     |                                     |                                     |                                     |                                     |                                     |                                       |                                       |                                       |                                       |                                       |                                       |                                     |                                     |                                       |                                       |                                       |                                       |                                       |                                       |                                   |                                   |                                   |                                   |                                  |                                  |                                  |                                  |           |           |                                   |                                   |                                   |                                   |                                    |                                    |                                    |                                    |                                    |                                    |                               |                               |                               |                               |                           |                           |                            |                            |                            |                            |                            |                            |                        |                        |                        |                        |             |             |                                  |                                  |                                  |                                  |                                  |                                  |  |  |  |  |  |  |
|                             |                             |                             |                             |                                    |                                    |                                    |                                    |                                    |                                    |                        |                        |                                      |                                      |                                      |                                      |                                       |                                       |                                       |                                       |                                       |                                       |                             |                             |                                     |                                     |                                     |                                     |                                     |                                     |                                     |                                     |                                     |                                     |                                     |                                     |                                       |                                       |                                       |                                       |                                       |                                       |                                     |                                     |                                       |                                       |                                       |                                       |                                       |                                       |                                   |                                   |                                   |                                   |                                  |                                  |                                  |                                  |           |           |                                   |                                   |                                   |                                   |                                    |                                    |                                    |                                    |                                    |                                    |                               |                               |                               |                               |                           |                           |                            |                            |                            |                            |                            |                            |                        |                        |                        |                        |             |             |                                  |                                  |                                  |                                  |                                  |                                  |  |  |  |  |  |  |
|                             |                             |                             |                             |                                    |                                    |                                    |                                    |                                    |                                    |                        |                        |                                      |                                      |                                      |                                      |                                       |                                       |                                       |                                       |                                       |                                       |                             |                             |                                     |                                     |                                     |                                     |                                     |                                     |                                     |                                     | Edoardo VIII *1894 †1972 1936       | Edoardo VIII *1894 †1972 1936       | Edoardo VIII *1894 †1972 1936       | Edoardo VIII *1894 †1972 1936       | Edoardo VIII *1894 †1972 1936         | Edoardo VIII *1894 †1972 1936         |                                       |                                       | Giorgio VI *1895 †1952 1936 – 1952    | Giorgio VI *1895 †1952 1936 – 1952    | Giorgio VI *1895 †1952 1936 – 1952  | Giorgio VI *1895 †1952 1936 – 1952  | Giorgio VI *1895 †1952 1936 – 1952    | Giorgio VI *1895 †1952 1936 – 1952    |                                       |                                       | Elizabeth Bowes-Lyon *1900 †2002      | Elizabeth Bowes-Lyon *1900 †2002      | Elizabeth Bowes-Lyon *1900 †2002  | Elizabeth Bowes-Lyon *1900 †2002  | Elizabeth Bowes-Lyon *1900 †2002  | Elizabeth Bowes-Lyon *1900 †2002  |                                  |                                  | tre figli                        | tre figli                        | tre figli | tre figli | tre figli                         | tre figli                         |                                   |                                   |                                    |                                    |                                    |                                    |                                    |                                    |                               |                               |                               |                               |                           |                           |                            |                            |                            |                            |                            |                            |                        |                        |                        |                        |             |             |                                  |                                  |                                  |                                  |                                  |                                  |  |  |  |  |  |  |
|                             |                             |                             |                             |                                    |                                    |                                    |                                    |                                    |                                    |                        |                        |                                      |                                      |                                      |                                      |                                       |                                       |                                       |                                       |                                       |                                       |                             |                             |                                     |                                     |                                     |                                     |                                     |                                     |                                     |                                     | Edoardo VIII *1894 †1972 1936       | Edoardo VIII *1894 †1972 1936       | Edoardo VIII *1894 †1972 1936       | Edoardo VIII *1894 †1972 1936       | Edoardo VIII *1894 †1972 1936         | Edoardo VIII *1894 †1972 1936         |                                       |                                       | Giorgio VI *1895 †1952 1936 – 1952    | Giorgio VI *1895 †1952 1936 – 1952    | Giorgio VI *1895 †1952 1936 – 1952  | Giorgio VI *1895 †1952 1936 – 1952  | Giorgio VI *1895 †1952 1936 – 1952    | Giorgio VI *1895 †1952 1936 – 1952    |                                       |                                       | Elizabeth Bowes-Lyon *1900 †2002      | Elizabeth Bowes-Lyon *1900 †2002      | Elizabeth Bowes-Lyon *1900 †2002  | Elizabeth Bowes-Lyon *1900 †2002  | Elizabeth Bowes-Lyon *1900 †2002  | Elizabeth Bowes-Lyon *1900 †2002  |                                  |                                  | tre figli                        | tre figli                        | tre figli | tre figli | tre figli                         | tre figli                         |                                   |                                   |                                    |                                    |                                    |                                    |                                    |                                    |                               |                               |                               |                               |                           |                           |                            |                            |                            |                            |                            |                            |                        |                        |                        |                        |             |             |                                  |                                  |                                  |                                  |                                  |                                  |  |  |  |  |  |  |
|                             |                             |                             |                             |                                    |                                    |                                    |                                    |                                    |                                    |                        |                        |                                      |                                      |                                      |                                      |                                       |                                       |                                       |                                       |                                       |                                       |                             |                             |                                     |                                     |                                     |                                     |                                     |                                     |                                     |                                     |                                     |                                     |                                     |                                     |                                       |                                       |                                       |                                       |                                       |                                       |                                     |                                     |                                       |                                       |                                       |                                       |                                       |                                       |                                   |                                   |                                   |                                   |                                  |                                  |                                  |                                  |           |           |                                   |                                   |                                   |                                   |                                    |                                    |                                    |                                    |                                    |                                    |                               |                               |                               |                               |                           |                           |                            |                            |                            |                            |                            |                            |                        |                        |                        |                        |             |             |                                  |                                  |                                  |                                  |                                  |                                  |  |  |  |  |  |  |
|                             |                             |                             |                             |                                    |                                    |                                    |                                    |                                    |                                    |                        |                        |                                      |                                      |                                      |                                      |                                       |                                       |                                       |                                       |                                       |                                       |                             |                             |                                     |                                     |                                     |                                     |                                     |                                     |                                     |                                     |                                     |                                     |                                     |                                     |                                       |                                       |                                       |                                       |                                       |                                       |                                     |                                     |                                       |                                       |                                       |                                       |                                       |                                       |                                   |                                   |                                   |                                   |                                  |                                  |                                  |                                  |           |           |                                   |                                   |                                   |                                   |                                    |                                    |                                    |                                    |                                    |                                    |                               |                               |                               |                               |                           |                           |                            |                            |                            |                            |                            |                            |                        |                        |                        |                        |             |             |                                  |                                  |                                  |                                  |                                  |                                  |  |  |  |  |  |  |
|                             |                             |                             |                             |                                    |                                    |                                    |                                    |                                    |                                    |                        |                        |                                      |                                      |                                      |                                      |                                       |                                       |                                       |                                       |                                       |                                       |                             |                             |                                     |                                     |                                     |                                     |                                     |                                     |                                     |                                     |                                     |                                     |                                     |                                     | Elisabetta II *1926 †2022 1952 – 2022 | Elisabetta II *1926 †2022 1952 – 2022 | Elisabetta II *1926 †2022 1952 – 2022 | Elisabetta II *1926 †2022 1952 – 2022 | Elisabetta II *1926 †2022 1952 – 2022 | Elisabetta II *1926 †2022 1952 – 2022 |                                     |                                     | Filippo di Edimburgo *1921 †2021      | Filippo di Edimburgo *1921 †2021      | Filippo di Edimburgo *1921 †2021      | Filippo di Edimburgo *1921 †2021      | Filippo di Edimburgo *1921 †2021      | Filippo di Edimburgo *1921 †2021      |                                   |                                   | Margaret *1930 †2002              | Margaret *1930 †2002              | Margaret *1930 †2002             | Margaret *1930 †2002             | Margaret *1930 †2002             | Margaret *1930 †2002             |           |           |                                   |                                   |                                   |                                   |                                    |                                    |                                    |                                    |                                    |                                    |                               |                               |                               |                               |                           |                           |                            |                            |                            |                            |                            |                            |                        |                        |                        |                        |             |             |                                  |                                  |                                  |                                  |                                  |                                  |  |  |  |  |  |  |
|                             |                             |                             |                             |                                    |                                    |                                    |                                    |                                    |                                    |                        |                        |                                      |                                      |                                      |                                      |                                       |                                       |                                       |                                       |                                       |                                       |                             |                             |                                     |                                     |                                     |                                     |                                     |                                     |                                     |                                     |                                     |                                     |                                     |                                     | Elisabetta II *1926 †2022 1952 – 2022 | Elisabetta II *1926 †2022 1952 – 2022 | Elisabetta II *1926 †2022 1952 – 2022 | Elisabetta II *1926 †2022 1952 – 2022 | Elisabetta II *1926 †2022 1952 – 2022 | Elisabetta II *1926 †2022 1952 – 2022 |                                     |                                     | Filippo di Edimburgo *1921 †2021      | Filippo di Edimburgo *1921 †2021      | Filippo di Edimburgo *1921 †2021      | Filippo di Edimburgo *1921 †2021      | Filippo di Edimburgo *1921 †2021      | Filippo di Edimburgo *1921 †2021      |                                   |                                   | Margaret *1930 †2002              | Margaret *1930 †2002              | Margaret *1930 †2002             | Margaret *1930 †2002             | Margaret *1930 †2002             | Margaret *1930 †2002             |           |           |                                   |                                   |                                   |                                   |                                    |                                    |                                    |                                    |                                    |                                    |                               |                               |                               |                               |                           |                           |                            |                            |                            |                            |                            |                            |                        |                        |                        |                        |             |             |                                  |                                  |                                  |                                  |                                  |                                  |  |  |  |  |  |  |
|                             |                             |                             |                             |                                    |                                    |                                    |                                    |                                    |                                    |                        |                        |                                      |                                      |                                      |                                      |                                       |                                       |                                       |                                       |                                       |                                       |                             |                             |                                     |                                     |                                     |                                     |                                     |                                     |                                     |                                     |                                     |                                     |                                     |                                     |                                       |                                       |                                       |                                       |                                       |                                       |                                     |                                     |                                       |                                       |                                       |                                       |                                       |                                       |                                   |                                   |                                   |                                   |                                  |                                  |                                  |                                  |           |           |                                   |                                   |                                   |                                   |                                    |                                    |                                    |                                    |                                    |                                    |                               |                               |                               |                               |                           |                           |                            |                            |                            |                            |                            |                            |                        |                        |                        |                        |             |             |                                  |                                  |                                  |                                  |                                  |                                  |  |  |  |  |  |  |
|                             |                             |                             |                             |                                    |                                    |                                    |                                    |                                    |                                    |                        |                        |                                      |                                      |                                      |                                      |                                       |                                       |                                       |                                       |                                       |                                       |                             |                             |                                     |                                     |                                     |                                     |                                     |                                     |                                     |                                     |                                     |                                     |                                     |                                     |                                       |                                       |                                       |                                       |                                       |                                       |                                     |                                     |                                       |                                       |                                       |                                       |                                       |                                       |                                   |                                   |                                   |                                   |                                  |                                  |                                  |                                  |           |           |                                   |                                   |                                   |                                   |                                    |                                    |                                    |                                    |                                    |                                    |                               |                               |                               |                               |                           |                           |                            |                            |                            |                            |                            |                            |                        |                        |                        |                        |             |             |                                  |                                  |                                  |                                  |                                  |                                  |  |  |  |  |  |  |
|                             |                             |                             |                             |                                    |                                    |                                    |                                    |                                    |                                    |                        |                        |                                      |                                      |                                      |                                      |                                       |                                       |                                       |                                       |                                       |                                       |                             |                             |                                     |                                     |                                     |                                     |                                     |                                     |                                     |                                     |                                     |                                     |                                     |                                     | Carlo III *1948 dal 2022              | Carlo III *1948 dal 2022              | Carlo III *1948 dal 2022              | Carlo III *1948 dal 2022              | Carlo III *1948 dal 2022              | Carlo III *1948 dal 2022              |                                     |                                     | tre figli                             | tre figli                             | tre figli                             | tre figli                             | tre figli                             | tre figli                             |                                   |                                   |                                   |                                   |                                  |                                  |                                  |                                  |           |           |                                   |                                   |                                   |                                   |                                    |                                    |                                    |                                    |                                    |                                    |                               |                               |                               |                               |                           |                           |                            |                            |                            |                            |                            |                            |                        |                        |                        |                        |             |             |                                  |                                  |                                  |                                  |                                  |                                  |  |  |  |  |  |  |

### Parentele
|                     |                     |                     |                     | Oldenburg                 | Oldenburg                 | Oldenburg                 | Oldenburg                 | Oldenburg                 | Oldenburg                 |                         |                         |                               |                               |                               |                               |                               |                               |                             |                             | Welfen                      | Welfen                      | Welfen                   | Welfen                   | Welfen                          | Welfen                          |                                 |                                 |                                 |                                 |  |  |  |  |  |  |  |  |  |  |  |  |
|                     |                     |                     |                     | Oldenburg                 | Oldenburg                 | Oldenburg                 | Oldenburg                 | Oldenburg                 | Oldenburg                 |                         |                         |                               |                               |                               |                               |                               |                               |                             |                             | Welfen                      | Welfen                      | Welfen                   | Welfen                   | Welfen                          | Welfen                          |                                 |                                 |                                 |                                 |  |  |  |  |  |  |  |  |  |  |  |  |
|                     |                     |                     |                     | S.H.S.G.B                 | S.H.S.G.B                 | S.H.S.G.B                 | S.H.S.G.B                 | S.H.S.G.B                 | S.H.S.G.B                 |                         |                         |                               |                               |                               |                               |                               |                               |                             |                             | Hannover                    | Hannover                    | Hannover                 | Hannover                 | Hannover                        | Hannover                        |                                 |                                 |                                 |                                 |  |  |  |  |  |  |  |  |  |  |  |  |
|                     |                     |                     |                     | S.H.S.G.B                 | S.H.S.G.B                 | S.H.S.G.B                 | S.H.S.G.B                 | S.H.S.G.B                 | S.H.S.G.B                 |                         |                         |                               |                               |                               |                               |                               |                               |                             |                             | Hannover                    | Hannover                    | Hannover                 | Hannover                 | Hannover                        | Hannover                        |                                 |                                 |                                 |                                 |  |  |  |  |  |  |  |  |  |  |  |  |
|                     |                     |                     |                     | Cristiano IX di Danimarca | Cristiano IX di Danimarca | Cristiano IX di Danimarca | Cristiano IX di Danimarca | Cristiano IX di Danimarca | Cristiano IX di Danimarca |                         |                         |                               |                               |                               |                               |                               |                               |                             |                             | Vittoria del Regno Unito    | Vittoria del Regno Unito    | Vittoria del Regno Unito | Vittoria del Regno Unito | Vittoria del Regno Unito        | Vittoria del Regno Unito        |                                 |                                 |                                 |                                 |  |  |  |  |  |  |  |  |  |  |  |  |
|                     |                     |                     |                     | Cristiano IX di Danimarca | Cristiano IX di Danimarca | Cristiano IX di Danimarca | Cristiano IX di Danimarca | Cristiano IX di Danimarca | Cristiano IX di Danimarca |                         |                         |                               |                               |                               |                               |                               |                               |                             |                             | Vittoria del Regno Unito    | Vittoria del Regno Unito    | Vittoria del Regno Unito | Vittoria del Regno Unito | Vittoria del Regno Unito        | Vittoria del Regno Unito        |                                 |                                 |                                 |                                 |  |  |  |  |  |  |  |  |  |  |  |  |
|                     |                     |                     |                     |                           |                           |                           |                           |                           |                           |                         |                         |                               |                               |                               |                               |                               |                               |                             |                             |                             |                             |                          |                          |                                 |                                 |                                 |                                 |                                 |                                 |  |  |  |  |  |  |  |  |  |  |  |  |
| Giorgio I di Grecia | Giorgio I di Grecia | Giorgio I di Grecia | Giorgio I di Grecia | Giorgio I di Grecia       | Giorgio I di Grecia       |                           |                           | Alessandra di Danimarca   | Alessandra di Danimarca   | Alessandra di Danimarca | Alessandra di Danimarca | Alessandra di Danimarca       | Alessandra di Danimarca       |                               |                               | Edoardo VII del Regno Unito   | Edoardo VII del Regno Unito   | Edoardo VII del Regno Unito | Edoardo VII del Regno Unito | Edoardo VII del Regno Unito | Edoardo VII del Regno Unito |                          |                          | Alice di Sassonia Coburgo-Gotha | Alice di Sassonia Coburgo-Gotha | Alice di Sassonia Coburgo-Gotha | Alice di Sassonia Coburgo-Gotha | Alice di Sassonia Coburgo-Gotha | Alice di Sassonia Coburgo-Gotha |  |  |  |  |  |  |  |  |  |  |  |  |
| Giorgio I di Grecia | Giorgio I di Grecia | Giorgio I di Grecia | Giorgio I di Grecia | Giorgio I di Grecia       | Giorgio I di Grecia       |                           |                           | Alessandra di Danimarca   | Alessandra di Danimarca   | Alessandra di Danimarca | Alessandra di Danimarca | Alessandra di Danimarca       | Alessandra di Danimarca       |                               |                               | Edoardo VII del Regno Unito   | Edoardo VII del Regno Unito   | Edoardo VII del Regno Unito | Edoardo VII del Regno Unito | Edoardo VII del Regno Unito | Edoardo VII del Regno Unito |                          |                          | Alice di Sassonia Coburgo-Gotha | Alice di Sassonia Coburgo-Gotha | Alice di Sassonia Coburgo-Gotha | Alice di Sassonia Coburgo-Gotha | Alice di Sassonia Coburgo-Gotha | Alice di Sassonia Coburgo-Gotha |  |  |  |  |  |  |  |  |  |  |  |  |
|                     |                     |                     |                     |                           |                           |                           |                           |                           |                           |                         |                         |                               |                               |                               |                               |                               |                               |                             |                             |                             |                             |                          |                          |                                 |                                 |                                 |                                 |                                 |                                 |  |  |  |  |  |  |  |  |  |  |  |  |
|                     |                     |                     |                     |                           |                           |                           |                           |                           |                           |                         |                         | Giorgio V del Regno Unito     | Giorgio V del Regno Unito     | Giorgio V del Regno Unito     | Giorgio V del Regno Unito     | Giorgio V del Regno Unito     | Giorgio V del Regno Unito     |                             |                             |                             |                             |                          |                          | Vittoria d'Assia-Darmstadt      | Vittoria d'Assia-Darmstadt      | Vittoria d'Assia-Darmstadt      | Vittoria d'Assia-Darmstadt      | Vittoria d'Assia-Darmstadt      | Vittoria d'Assia-Darmstadt      |  |  |  |  |  |  |  |  |  |  |  |  |
|                     |                     |                     |                     |                           |                           |                           |                           |                           |                           |                         |                         | Giorgio V del Regno Unito     | Giorgio V del Regno Unito     | Giorgio V del Regno Unito     | Giorgio V del Regno Unito     | Giorgio V del Regno Unito     | Giorgio V del Regno Unito     |                             |                             |                             |                             |                          |                          | Vittoria d'Assia-Darmstadt      | Vittoria d'Assia-Darmstadt      | Vittoria d'Assia-Darmstadt      | Vittoria d'Assia-Darmstadt      | Vittoria d'Assia-Darmstadt      | Vittoria d'Assia-Darmstadt      |  |  |  |  |  |  |  |  |  |  |  |  |
| Andrea di Grecia    | Andrea di Grecia    | Andrea di Grecia    | Andrea di Grecia    | Andrea di Grecia          | Andrea di Grecia          |                           |                           |                           |                           |                         |                         |                               |                               |                               |                               |                               |                               |                             |                             |                             |                             |                          |                          | Alice di Battenberg             | Alice di Battenberg             | Alice di Battenberg             | Alice di Battenberg             | Alice di Battenberg             | Alice di Battenberg             |  |  |  |  |  |  |  |  |  |  |  |  |
| Andrea di Grecia    | Andrea di Grecia    | Andrea di Grecia    | Andrea di Grecia    | Andrea di Grecia          | Andrea di Grecia          |                           |                           |                           |                           |                         |                         |                               |                               |                               |                               |                               |                               |                             |                             |                             |                             |                          |                          | Alice di Battenberg             | Alice di Battenberg             | Alice di Battenberg             | Alice di Battenberg             | Alice di Battenberg             | Alice di Battenberg             |  |  |  |  |  |  |  |  |  |  |  |  |
|                     |                     |                     |                     |                           |                           |                           |                           |                           |                           |                         |                         | Giorgio VI del Regno Unito    |                               |                               |                               |                               |                               |                             |                             |                             |                             |                          |                          |                                 |                                 |                                 |                                 |                                 |                                 |  |  |  |  |  |  |  |  |  |  |  |  |
|                     |                     |                     |                     |                           |                           |                           |                           |                           |                           |                         |                         |                               |                               |                               |                               |                               |                               |                             |                             |                             |                             |                          |                          |                                 |                                 |                                 |                                 |                                 |                                 |  |  |  |  |  |  |  |  |  |  |  |  |
|                     |                     |                     |                     |                           |                           |                           |                           |                           |                           |                         |                         | Elisabetta II del Regno Unito | Elisabetta II del Regno Unito | Elisabetta II del Regno Unito | Elisabetta II del Regno Unito | Elisabetta II del Regno Unito | Elisabetta II del Regno Unito |                             |                             | Filippo di Edimburgo        | Filippo di Edimburgo        | Filippo di Edimburgo     | Filippo di Edimburgo     | Filippo di Edimburgo            | Filippo di Edimburgo            |                                 |                                 |                                 |                                 |  |  |  |  |  |  |  |  |  |  |  |  |
|                     |                     |                     |                     |                           |                           |                           |                           |                           |                           |                         |                         | Elisabetta II del Regno Unito | Elisabetta II del Regno Unito | Elisabetta II del Regno Unito | Elisabetta II del Regno Unito | Elisabetta II del Regno Unito | Elisabetta II del Regno Unito |                             |                             | Filippo di Edimburgo        | Filippo di Edimburgo        | Filippo di Edimburgo     | Filippo di Edimburgo     | Filippo di Edimburgo            | Filippo di Edimburgo            |                                 |                                 |                                 |                                 |  |  |  |  |  |  |  |  |  |  |  |  |
|                     |                     |                     |                     |                           |                           |                           |                           |                           |                           |                         |                         |                               |                               |                               |                               |                               |                               |                             |                             |                             |                             |                          |                          |                                 |                                 |                                 |                                 |                                 |                                 |  |  |  |  |  |  |  |  |  |  |  |  |
|                     |                     |                     |                     |                           |                           |                           |                           |                           |                           |                         |                         |                               |                               |                               |                               | Carlo III del Regno Unito     |                               |                             |                             |                             |                             |                          |                          |                                 |                                 |                                 |                                 |                                 |                                 |  |  |  |  |  |  |  |  |  |  |  |  |

Carlo III discende dal lato materno dal casato tedesco di Hannover, che ereditò la corona del Regno Unito nel 1714 e che a seguito del matrimonio della regina Vittoria con il principe Alberto divenne Sassonia-Coburgo-Gotha, per essere poi rinominato Windsor da re Giorgio V durante la prima guerra mondiale. È quindi discendente diretto di Guglielmo il Conquistatore e di molti monarchi inglesi, compresi i re sassoni di Wessex e quelli scozzesi Stuart, mentre risalgono all'VIII e IX secolo i suoi antenati noti più antichi (il re Egberto del Wessex, il conte Guelfo I di Baviera e Ragnvald Eysteinsson).
Dal lato paterno, discende anche dalla casa reale danese degli Schleswig-Holstein-Sonderburg-Glücksburg e dal casato di Oldenburg, a cui appartiene il suo ascendente patrilineare più antico, Elimar I conte di Oldenburg, vissuto nell'XI secolo.
Come discendente della regina Vittoria, Carlo III è imparentato con molti sovrani di case reali europee, poiché sua madre era cugina di Harald V di Norvegia, Alberto II del Belgio, Juan Carlos I di Spagna e Carlo XVI Gustavo di Svezia, così come di re detronizzati (Costantino II di Grecia, Michele I di Romania e Simeone II di Bulgaria), e con le case reali di Prussia (Hohenzollern), Russia (Romanov) e Italia (cugina di Amedeo di Savoia, duca d'Aosta).

## Titoli e onorificenze

### Titoli e trattamento
- 14 novembre 1948 - 6 febbraio 1952: Sua Altezza reale il principe Carlo di Edimburgo
- 6 febbraio 1952 - 8 settembre 2022: Sua Altezza Reale il Duca di Cornovaglia
  - in Scozia: Sua Altezza Reale il Duca di Rothesay
- 26 luglio 1958 - 8 settembre 2022: Sua Altezza Reale il Principe di Galles
  - 9 aprile 2021 - 8 settembre 2022: Sua Altezza Reale il Principe di Galles, Duca di Edimburgo
- 8 settembre 2022 - in carica: Sua Maestà Re Carlo III, per Grazia di Dio, del Regno Unito di Gran Bretagna e Irlanda del Nord, e dei Suoi altri Reami e Territori, Re, Capo del Commonwealth, Difensore della Fede

### Onorificenze e riconoscimenti
Re Carlo III, dal momento in cui è salito al trono è anche divenuto Sovrano di tutti gli Ordini cavallereschi, di merito e onorificenze del Regno Unito. Tra i principali:
Precedentemente alla sua ascesa al trono, Carlo III è stato insignito delle seguenti onorificenze e decorazioni:

## Stemmi e stendardi personali
Sono di seguito mostrati gli stemmi e gli stendardi utilizzati da Carlo III nel corso della sua vita.

Stemma di Carlo come Duca di Cornovaglia (1952–2022)
Stemma di Carlo come Duca di Rothesay (1952–2022)
Stemma di Carlo come Principe di Galles (1958–2022)
Stemma di Carlo III del Regno Unito
Stemma di Carlo III del Regno Unito (in Scozia)
Stemma di Carlo III del Canada[159][160][161][162]

Stendardo reale britannico, usato da Carlo III come Sovrano del Regno Unito
Stendardo reale britannico, usato da Carlo III come Sovrano del Regno Unito (in Scozia)
Stendardo reale canadese
Stendardo reale australiano
Monogramma personale di Carlo III[163]
Monogramma personale di Carlo III (in Scozia)

## Riconoscimenti
- L'Isola del Principe Carlo, nell'arcipelago artico canadese, fu scoperta nell'anno della sua nascita e battezzata così in suo onore.